# 辽沈战役
，又作遼瀋會戰、锦沈会战。辽沈战役发生在辽宁省西部（以锦州为中心）和沈阳、长春地区，是中国近代史中第二次国共内战的“三大战役”之一，自1948年9月12日开始，至11月2日结束，历时52天。
东北野战军司令员林彪、政治委员罗荣桓、参谋长刘亚楼指挥东北人民解放军向被分割于沈阳、长春、锦州等地的中華民國国军发起进攻，以伤亡6.9万人的代价，消灭及收编东北剿匪总司令部总司令衛立煌所率领的1个剿匪总司令部、4个兵团部、11个军部、36个整师及地方部队计47.2万人，俘国军少将以上军官186名。东北人民解放军控制了东北全境。
辽沈战役后，中国人民解放军首次在兵力数量方面超越中華民國国军。

## 背景
抗日战争结束后，东北被苏联红军占领，苏联在东北缴获日军各种火炮1836门。时局此时非常复杂，国共双方都急欲在苏联撤军后占领东北。
由于国民革命军主力集中在中国西部地区，无法在短时间内到达东北，而中共在河北建有冀热辽抗日根据地，因此捷足先登。1945年9月2日，日本与同盟国各國于停靠東京灣密蘇里號戰艦签署日本《降伏文書》，9月5日中午，冀热辽军区第十六军分区司令员曾克林即率首批八路军约2,000人乘专列抵达沈阳火车站，事先没有接到任何照会的苏军感到非常突然和不安，面对曾克林要求进驻沈阳的要求，苏联驻沈阳城防司令部卡夫通少将坚决反对，并调动部队将八路军所乘坐的火车包围起来，不准任何人下车，坚称要把沈阳等大中城市交给国民政府。经一昼夜多方交涉，9月6日苏方决定：八路军可以下车，但需要驻在城南30里的苏家屯，部队遂下车，以四列纵队徙步穿过沈阳市区前往苏家屯方向，途中受到沈阳市民的夹道欢迎，随行的卡夫通少将当即改变决定，让曾克林部队驻在“小河沿”一带。随后曾克林于此成立了“沈阳卫戍司令部”。
此后，中共中央又从全国各战略区调集11万部队和2万干部进入东北加入东北民主联军，并由林彪指挥前线。11月，国军新一军、新六军于山海关以南的秦皇岛登陆，突破伪满州国边界山海关并占领葫芦岛、锦州等地，苏联未有异议；东北共军按照中共中央“让开大路，占领两厢”的指示，在背靠朝鲜、蒙古、苏联的地区建立中共根据地。1月10日，由周恩来、张群在乔治·卡特里克·马歇尔调停下于陪都重庆签订一月停战令，蒋介石对国军下达“第一次停战令”。
自曾克林部9月从沈阳城外“苏家屯军火库”收缴了首批日本关东军的武器装备起，至同年底，东北民主联军又从各地投降的日伪军手中，和长春、锦州及辽阳的日军军火库收缴了大批日本关东军武器，苏军并未干涉；至1946年3月，苏军才开始从朝鲜转交中共部队各种日军枪3万余支，至6月中共在东北共获得各种日式火炮约700门；未几，1947年6至7月，驻朝苏军又与“东北炮校校长”朱瑞于平壤达成协议，改以货易货方式，以日军武器（含火炮、日式坦克）与中共交换农产品、废金属，10月，朱瑞出任东北民主联军炮兵司令员，建立了中共第一支独立建制的炮兵部队。后亦在朱瑞领导下，以俘获和修理的日式95轻型和97中型坦克为主建立了中共的第一支装甲部队。由是，在東北，蘇聯自日本關東軍手中接收轉交給中國共產黨武器裝備:91-92。
自日本投降至1946年3月初苏军撤离前夕，东北主要城市仍在苏军占领之下，中共与国民政府被允许在部分苏占城市活动。国民政府被允许将部分民间武装改编为保安团，在苏占城市以维持治安名义存在。由此苏军限制其武器装备，并任由八路军接收部分苏联不需要的日本关东军武器装备。同时双方主力，东北民主联军以农村为根据地，国军五大主力中的新1军、新6军美械军，及第13军、第52军、第60军半美械军，共5个军由美国海军海运到秦皇岛登陆，并推进至锦州伺机而动；另有2个军尚在路上。
1946年3月中旬苏联开始撤军，因2月反苏运动，苏军未举办交接仪式，低调一走了之。东北民主联军在苏军自3月8日于抚顺、吉林撤军后占领了部分城市，在某些地区与当地保安团发生小规模军事摩擦。国军亦于3月12日苏军自沈阳撤军后，在次日由新1军占领沈阳，并以此为前进基地进一步深入东三省。新1军占领沈阳受周恩来认同，周恩来希望东北问题和平解决，指示中共军队不要占领沈阳，承认国军队有权进占苏军撤离区，但也要国民政府承认中共在东北的地位。随后东北民主联军撤出抚顺，3月21日国军52军进占抚顺。3月27日，由周恩来、张治中、吉伦军事三人组，进一步签订了东北停战协议。
1946年4月1日蒋介石在重庆国民参政会上作了蓄谋已久的政治报告，宣布政协会议《五项决议》和刚刚签字的《东北停战协议》无效。前1天，1946年3月31日，国军东北行辕主任熊式辉令东北保安司令部副司令长官郑洞国、梁华盛，率先違反东北停战协议，集中5个军所辖的11个师的兵力由沈阳沿安沈路向南满、沿中长路向北满大举进攻，意图攻占本溪、四平等东北民主联军占领的城市。东北民主联军被迫反击，东北地區由於防地遼闊兵力不足，乃形成被動之形勢，迫於情形，自4月1日起，集中兵力在本溪、四平两处展开保卫战。
4月1日，国军第52军第25师、新6军第14师分别从抚顺、辽阳出发向本溪发起进攻未果；4月7日，国军第52军第25师、新6军第14师和新增调的1个团，兵分3路向本溪发起第2次进攻，再次失利；4月16日，东北保安司令部司令长官杜聿明病愈由美国返沈阳，亲自部署进攻本溪，并参与部署进攻四平；4月20日，东北民主联军因兵力不足，从本溪调第3纵队主力北上参加保卫四平作战，4月28日国军以新6军、第52军、第71军下属的5个师共5万余人分3路第3次进攻本溪，终于5月7日完全占领本溪。随即新6军转向北上，协助攻打四平。
4月18日，杜聿明撤作战不力的梁华盛，换郑洞国指挥国军新1军第30师，开始攻打四平；至5月18日中共中央决定守城部队全部撤离四平，5月19日四平被国军完全占领。
在戰況不利下，中國共產黨請求蘇聯給予援助:703。4月14日蘇聯于長春撤軍後一個半小時，解放軍對长春發動攻勢，並在4月18日攻克長春:202-203，国民政府宣称此舉率先違反1月停战令。
4月22日蘇军撤出齐齐哈尔，解放軍24日占领齐齐哈尔。
4月25日蘇军撤出哈尔滨，解放軍28日占领哈尔滨。
同时中國共產黨實行總動員，加緊破壞北寧路:49。中国共产党东北民主联军“发动攻势”，林彪罗荣桓部队兵力“占据优势”，且装备精良，故一直以“攻势”为主。同年夏，關內各地國軍雖迭獲勝利，东北地區由於防地遼闊，兵力不足；加以交通被解放軍所破壞，乃形成被動之形勢:162。4月，国军于本溪、四平与当地东北民主联军展开激战。稍后，东北民主联军于长春、齐齐哈尔、哈尔滨击败当地保安团占领这几市。林彪部主力30餘萬，集中於四平街附近，企圖阻止國軍前進:154。國軍杜聿明部迫於情形，自5月起在東北發動反攻:154。
5月3日，國軍克復本溪，激戰於四平街一帶，5月19日克復四平街:154。四平战役后，东北民主联军主动撤往松花江以北，与国军隔江对峙。5月23日，国军克復长春，5月28日克復吉林，6月5日直逼哈尔滨:154。6月6日，蔣頒發第二次停戰令:48。在马歇尔壓力下，蒋介石对国军下达暂时的第二次停戰令，同意休战15天；后来又延长8天，于關內在华中、华北集结军队。7月，蔣徇調人之請，兩次頒令停止衝突，並主張召開五人小組，商談政治問題，與三人軍事小組同時進行，中國共產黨堅決反對:48。
1946年7月，鉴于国军攻势，中共中央东北局扩大会议在哈尔滨召开，通过《七七决议》，号召干部下乡，巩固农村根据地。

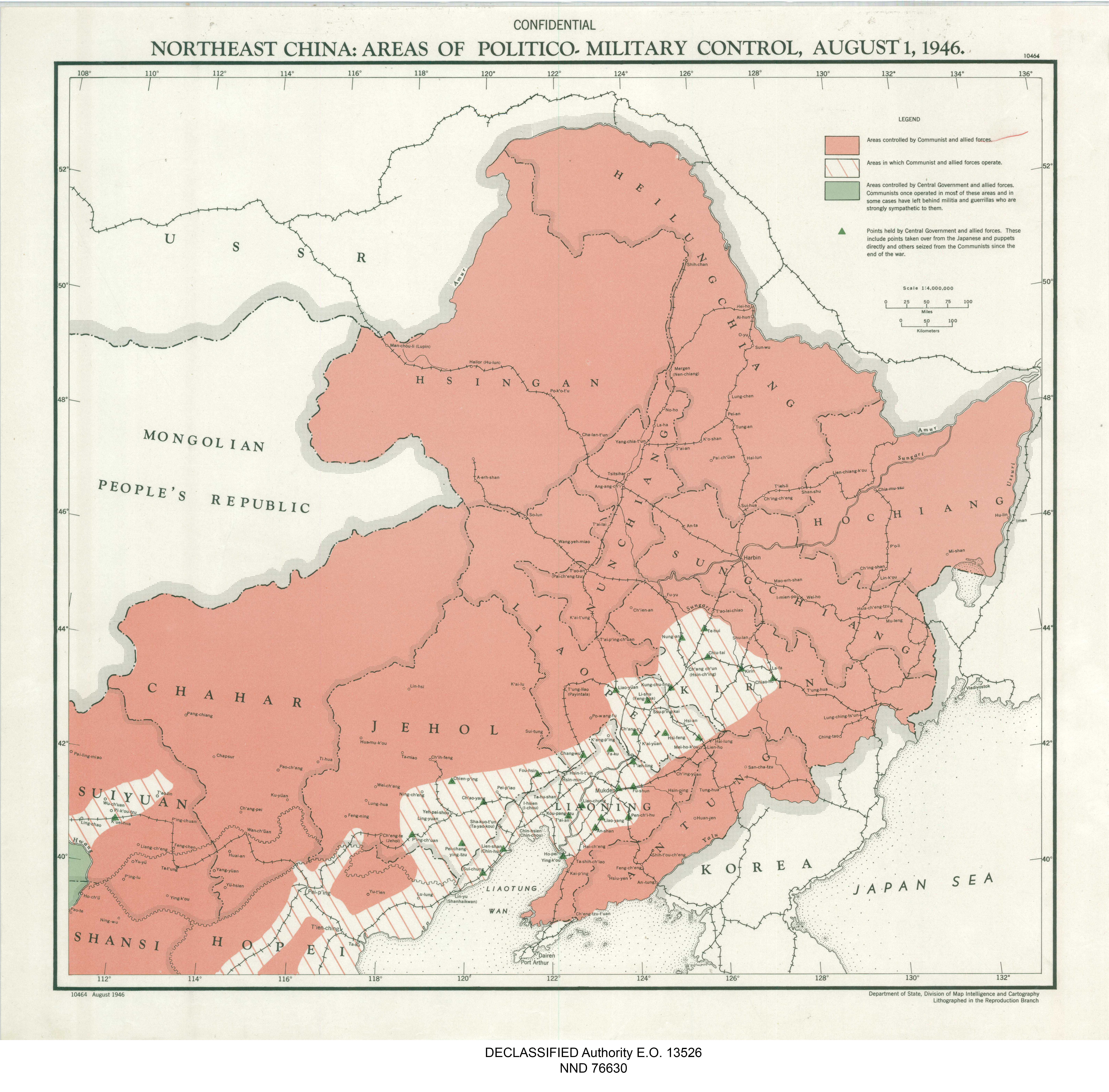
1946年8月1日的形势，红色区域为共产党军队控制区

1946年10月，国军通过“南攻北守，先南后北”的方针，派遣十万部队进攻南满。至11月下旬，中共南满根据地仅剩下临江县、长白县、抚松县、濛江县、辑安县五座小县，中共中央东北局决定派遣陈云、萧劲光、萧华成立南满分局，陈云任分局书记:471-476。11月，蔣頒布第三次全面停戰令:49。12月17日，国军集中第52军第195师、第2师，第71军第91师，新一军新30师，第60军182师及暂编21师6个师下属的共10个团，对东北民主联军坚守的南满根据地临江地区发动进攻，东北民主联军胜利进行了三下江南、四保临江战役。最终东北民主联军成功守卫了临江地区，此战役的结束标志着国共双方在东北战场上攻守局面彻底改变:166-182，随后中共在东北转入反攻。
1947年2月底，林彪部南渡松花江，5月初大舉發動猛攻，5月17日攻佔懷德，5月21日攻佔公主屯，永吉、長春、四平街乃陷於孤立:162。形成“关内小打、关外大打”局面。6月6日，解放軍攻陷熱河赤峰:162。6月16日，國軍被迫放棄安東省會:162。解放軍開始進攻遼寧瀋陽:162。6月，解放軍猛攻四平街，國軍守軍陳明仁部堅守月餘，殲敵甚眾，蔣特電嘉勉:51。
1947年1月31日，解放軍延安總部公布1946年7月至1947年1月全国范围内戰爭幾項重要統計：七個月中，共殲滅國軍56個整旅（師）、其中1月份殲國軍12個旅；斃、俘其將級軍官103名，其中俘獲87名，俘獲後逃跑4名，擊傷12名:8276。國軍攻佔解放區城市199座，解放軍攻佔國統區城市100座:8276。国军战绩未知。

## 备战
1948年1月1日，東北民主聯軍改稱東北人民解放軍，原聯軍總部機關改為東北軍區兼東北野戰軍領導機關，林彪任軍區、野戰軍司令員兼政治委員，高岗、呂正操、周保中、蕭勁光任副司令員，羅榮桓、高崗、陳雲、李富春任副政治委員，譚政任政治部主任，劉亞樓、伍修权任參謀長。
東北野战军在冬季攻势（1947年底到1948年3月）之后，为适应“大兵团、正规化、攻坚战”需要进行整编。至1948年8月，东北野战军编有12个步兵纵队、1个炮兵纵队、1个铁道纵队、15个独立师、3个骑兵师，共54个师约70万人，加上地方军区武装，合计103万余人:295。已控制东北97%的土地和86%的人口。当时東北是全国唯一一个人民解放军兵力超过国军的地区，因此中共中央军委把战略决战的第一个战场选在东北。
1948年春，東北人民解放軍林彪部連續在東北發動七次攻勢，2月7日攻佔遼陽，2月26日攻佔營口，3月14日攻佔四平街，3月19日攻佔永吉，国軍集中兵力堅守長春、瀋陽、錦州三個地區，補給全賴空運接濟，因運輸量有限，三地食糧燃料奇缺，長春每日餓斃者不下百人:162。
國軍在冬季攻势中战事陷入不利，蒋介石用卫立煌替代陈诚指挥东北地区国军战事。1948年1月1日，參謀總長兼國民政府主席東北行轅主任陳誠在瀋陽發表元旦《告東北軍民書》，宣布危機已過，戰備完成，即將由鐵嶺、瀋陽、新民三路（以新六軍、新三軍為右路，新編第七十一軍、新編第一軍為中路，新五軍為左路）出兵，向瀋陽西北扇形推進，與東北人民解放軍決戰:8479。东北剿匪总司令部辖有4个兵团14个军44个师（旅），加上地方保安团共约55万人，但被分割压缩在沈阳、长春、锦州三个互不相连的地区内。总司令卫立煌驻沈阳，有周福成第八兵团、廖耀湘第九兵团等共8个军（第五十三军、新编第一军、新编第三军、新编第六军、第四十九军、第五十二军、第七十一军以及青年军第二〇七师）；剿总副总司令郑洞国驻长春指挥第1兵团（辖新编第七军、第六十军）；剿总副总司令兼锦州指挥所主任范汉杰驻锦州，有卢浚泉第六兵团等共4个军（第九十三军、新编第五军、新编第八军、第五十四军），防守义县至秦皇岛一线，防守重点为锦州、锦西:296。由于部分北宁铁路为东北人民解放军所控制，长春、沈阳通向山海关内的陆上交通已被切断。
卫立煌接任东北剿总总司令后，专注于部队整训，充实兵员，补充装备，构筑工事，把主力集中于沈阳，任解放军打到什么地方、守军如何告急都不为所动，卫立煌认为可以长期固守沈阳，亦认为长春是个包袱“是着死棋”。由于锦瀋间交通被解放军截断，为减轻运输压力，部队缺额多的师重建以及新建接受兵员的需运到山海关、锦州等地就近关内与港口整补。而蒋介石因为对东北国军仅靠空运补给不能负担，力主留第八兵团守瀋陽，打通锦瀋线交通，将主力调往锦州，必要时放棄補給不易的長春，防止東北共軍進入山海關，安定關內局勢，伺機轉攻收復關外。卫立煌认为沈阳主力单独出辽西背水侧敌行动会被消灭，与蔣意见相左，焦点在于是否“将主力撤至锦州的问题”:47-59。1948年8月3日，蔣在南京國防部召集軍事檢討會議，參加者80餘人，由何應欽主持；會議檢討兩年來作戰方針、作戰指揮、編制裝備、新兵補充、後勤供應、士氣、情報等方面問題，並作出如下軍事決策：「東北力求穩定，華北力求鞏固、西北阻匪擴張，華東、華中則加強進剿，一面阻匪南進，一面攻打匪之主力。」:8653-8654同日，行政院會議通通委任馬占山、羅卓英、萬福麟、鄭洞國為東北剿匪總司令部副司令:8654。8月20日，東北剿匪總司令部副總司令范漢杰由南京飛返錦州:8662。
1948年2月，中共中央军委主席毛泽东致电东北野战军提出“是以封闭蒋军在东北加以各个歼灭为有利”。1948年3月冬季攻势结束后，4月18日东北野战军向中共中央军委提出“先打长春”:300。5月发起长春外围作战同时准备打击由沈阳出援的国军，但是战斗中发现部队对坚固设防的大城市攻坚存在问题:301，而且卫立煌以是“圍城打援”圈套为由在沈阳按兵不动。于是中央军委与东北野战军在“打长春”与“南下北宁线作战”多次反复，侧敌南进作战还有后勤补给的担忧:303。
1948年8月3日，在南京召開軍事檢討會，參加會議的住要將領和高級幕僚有120多人，包括何應欽、顧祝同、白崇禧、林蔚、劉斐、蕭毅肅、關麟徵、周至柔、王叔銘、桂永清、湯恩伯、范漢傑、杜聿明、宋希濂、黃維、李默庵、霍揆彰、孫立人、黃百韜以及劉峙的代表李樹正、胡宗南的代表沈策等。會議開始蔣介石作了《改造官兵心理加強精神武裝》的精神訓話，承認“就整個局勢
而言，則我們無可諱言的是處處受制、著著失敗！到今天不僅使得全國人民的心理動搖、軍隊將領信心喪失，士氣低落，而且中外人士對我們國軍譏刺誣衊，令人實難忍受。”軍事失敗的原因是“因為我們一般高級將領自己的精神墮落，生活腐化，以致部隊情感隔閡，士氣消沉，戰力消失”；提出“起死回生”，改造精神，改革生活，明廉知恥；表示：“繼續領導一般同志，艱苦奮鬥來完成戡亂建國的使命。”何應欽在會議的第三天作了全盤軍事形勢報告，公開了兩年來作戰消耗的數字，兵員的死傷、被俘、失蹤總數為300多萬人；步槍100萬支，輕重機槍7萬挺、山炮野炮重炮1,000多門、追擊炮小炮1.5萬多門，以及戰車、裝甲車、汽車、大批通訊器材和大量的各種彈藥等。次日蒋介石講話，要止住失敗的氣氛：“我自黃埔建軍20多年以來，經過許多艱難險阻，總是抱著大無畏的精神和百折不回的決心，堅持奮鬥，終能
化險為夷，度過種種難關。自對共匪作戰兩年來，軍事上遭受了挫折，這是不容諱言的事實。但今天最重要的是我們大家同心同德，共濟時艱，抱定‘有敵無我’，‘有我無敵’的決心，激勵士氣，來挽救危機，爭取勝利，而不是要互相埋怨，互相傾軋。尤其我們這些高級負責人，更應堅定信心，處在危疑震撼之際，更宜力持鎮靜，絕不可有絲毫悲觀失敗的情緒和論調，以致影響士氣，影響全面。……現在我們在軍事上，海軍、空軍占絕對優勢，陸軍還有幾百萬人，在經濟上，有9億美元的基金，長江流域及以南地區物產豐富，糧食絕無問題；國民政府仍然統治著廣大地區，有眾多的人力可以徵調，就總的力量對比來說，我們要比共產黨大過許多倍，沒有任何悲觀失敗的理由。‘破山中之賊易，去心中之賊難’，現在最要緊的就是要打破大家害怕共匪的心理。”會議的最後一天，顧祝同提出戰略“為鞏固長江以南地區，防止共軍渡江起見，應暫時停止戰略性的進攻，將現在長江以北、黃河以南地區的部隊，編組成為幾個較強大的機動兵團，將原有的小兵團概行歸併。這幾個兵團應位置於徐蚌地區，信陽地區、襄樊地區，其主要任務是防止共軍渡江，並相機打擊共軍，在長江以南地區速編練第二線兵團。”會後，蔣偕同宋美齡宴請參加會議的人，散發了《為什麼要剿共》的宣言，又分別召見杜聿明、宋希濂、黃維等親信將領，佈署新任務。要杜聿明去徐州剿總任副司令兼第二兵團司令。蔣對杜說：“徐蚌為首都門戶，關係甚大，我們有強大的兵力在這個地區，共軍是不敢轉舉渡江的。”具體部署是：東北剿總佈防4個兵團約55萬人。總司令衛立煌率30萬人防守瀋陽，副司令鄭洞國率10萬人防守長春，副司令范漢傑率15萬人防守錦州，並以保持與華北的聯繫。華北剿總佈防4個兵團，約55萬人，分佈于北甯路和平綏路沿線的山海關至歸綏一帶，總司令傅作義坐鎮北平。
1948年8月14日，中共中央軍委批准東北野戰軍和東北軍區領導機關正式分開，林彪任東北軍區司令員兼政治委員、東北野戰軍司令員，羅榮桓任東北軍區第一副政治委員、東北野戰軍政治委員:8659。至8月中央军委对东北野战军南下作战的顾虑提出批评，随后东北野战军作出南下切斷錦州、山海关守線，截斷北寧鐵路，封閉、殲滅國軍的战役决心。9月，中共中央在西柏坡召开政治局扩大会议（“九月会议”），确定在大约五年内“从根本上打倒国民党的反动统治”，为此，要求各战略区在第二次国共内战的第三年准备打更大规模的歼灭战。9月中央军委批准东北野战军的计划，在《关于辽沈战役作战方针》中提出“要置长春、沈阳两敌于不顾，将主力使用于锦州—唐山一线……”“确立打前所未有的大歼灭战的决心，即在卫立煌全军来援时敢于同他作战。”:1336以求全歼卫立煌集团，完全获得东北地区这一战略资源重地。

## 过程

### 第一阶段

#### 錦州
1948年9月12日，东北野战军南下，向北宁铁路锦州至昌黎段进攻:307，遼瀋戰役開始:8674。第2兵团司令员程子华指挥部队包围绥中、兴城等地国军，国军第五十四军紧急向南增援，在兴城以北遭到解放军独立第6师阻击:307-308。随后，各独立师主动撤兴城之围，集中力量进攻绥中。东北野战军第11纵队也于此时出击山海关至昌黎各点，于14日攻占昌黎县城；紧接着又攻占北戴河等地，并击退六十二军对昌黎的反扑:308。28日，解放军攻占绥中，切断锦州至秦皇岛间北宁线，关闭国军由关内至关外的陆上通道:308。

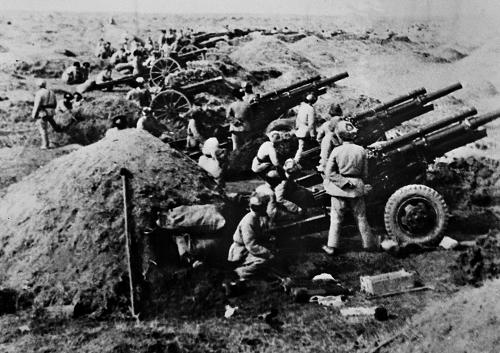
辽沈战役中，东北野战军炮兵部队向锦州攻击

9月15日，錦西國軍再次增援興城，被解放軍頑強擊退:8676。与此同时，东北野战军第4、第9纵队在9月16日突然包围义县，使驻防国军无法向锦州收缩。9月17日，解放军冀热辽独立第八师打响了沙后所战斗，仅用几个小时就攻占沙后所。20日前后，东北野战军3纵、2纵5师、炮纵到达义县，接替执行包围。此后，4纵绕过锦州南下，9纵继续向锦州进攻，与第8纵队向国军攻击:308。9月23日，錦州第九十三軍第二十二師北援義縣，進至七里河附近，遭解放軍阻擊，被消滅一部，其餘退回葛文碑、薛家屯一帶防守:86780。9月中旬，衛立煌貽誤戎機，大為解放軍所乘:162。9月24日，蔣電召衛立煌到南京，命令衛組織西進兵團，由瀋陽馳援錦州；衛則主張應由關內出兵解錦州之圍後，瀋陽主力方可西進；蔣允由關內增兵3個軍，由錦西東進，並以海空軍增援之，惟瀋陽主力必須立即西進:8681。卫決定空运第四十九军增援锦州:8681。錦州外圍激戰，北二郎洞、舊飛機場、薛家屯、葛文碑等地均受到解放軍攻擊；東北野戰軍第4縱隊殲滅興城東北地區守敵第五十四軍1個團，切斷錦州、錦西、興城間之聯繫；第3縱隊切入錦州以北，攻克達子營、五姓屯、白老虎屯:8682。经过激烈交战，至25日，解放军攻占葛文碑、薛家屯、帽儿山等地，封闭义县、锦州间国军联系:309。東北野戰軍第9縱隊殲敵5,000餘人，占領錦州東北和北部外圍陣地，並封鎖錦州機場，完全切斷錦州至義縣交通:8682。国军增援锦州的陆上通道被切断。9月26日，衛立煌自南京返瀋陽，奉命西援錦州，參謀總長顧祝同同行，監督西援執行情況，顧、衛飛錦州上空時，電告范漢杰：立即實施空運第四十九軍援錦計劃；空軍運輸機50架，由瀋陽向錦州空運第四十九軍，至9月28日僅運到第九十七師（欠1個團），解放軍以炮火控制機場，當即擊毁飛機5架，至9月29日空運被迫停止:8682。9月28日，东北野战军第9纵队附炮兵纵队抵近锦州机场并发动炮击，致使国军仅运了第七十九师2个团就因机场被炮火封锁而停止:274。

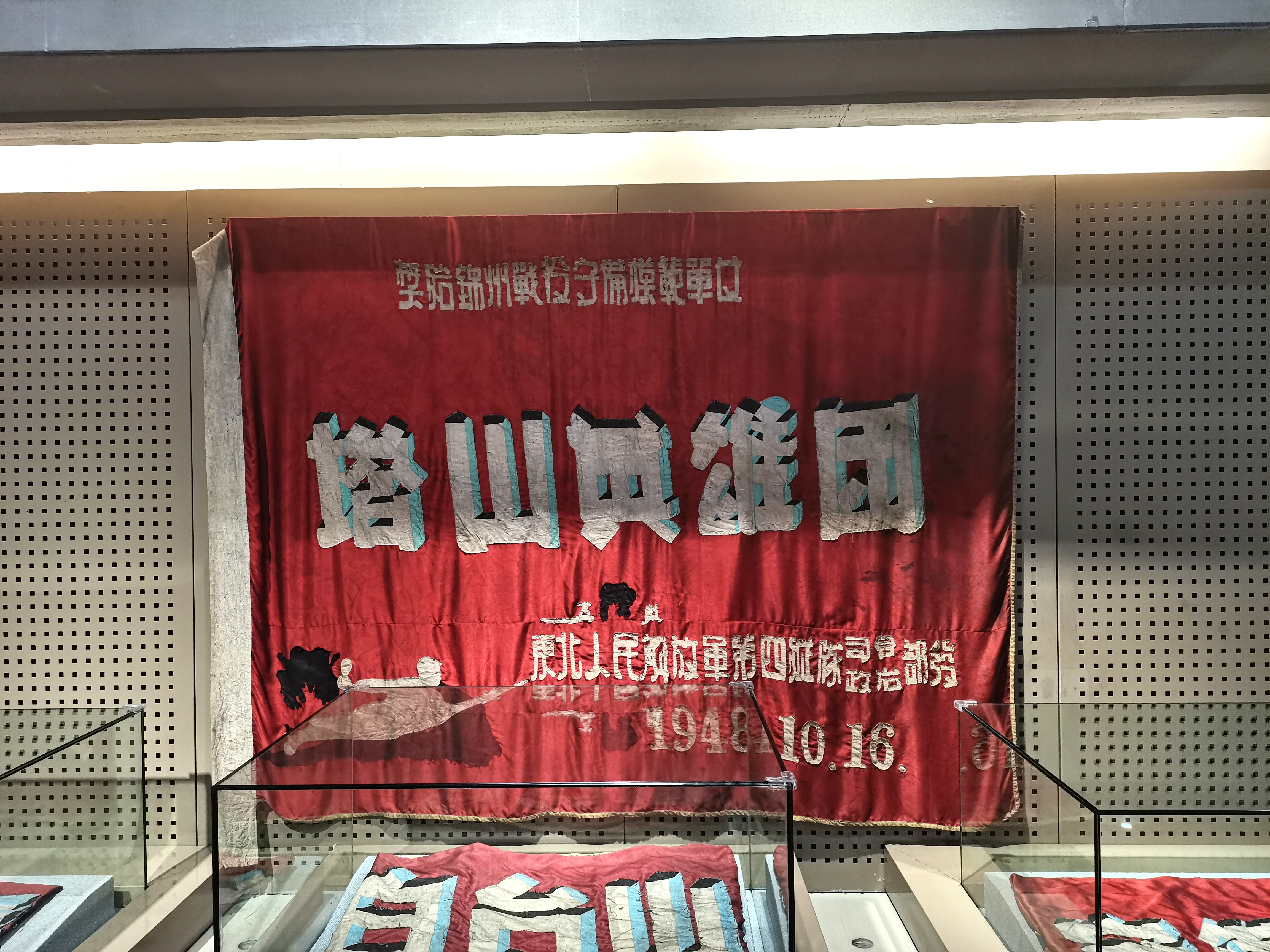
塔山英雄团锦旗，辽沈战役纪念馆展出

同时，9月26日，東北人民解放軍總部就先打山海關或先打錦州問題電中央軍委請示；9月27日，毛澤東覆電：如不能同時打兩處，則應先集中兵力打錦州:8683。9月27日，东北野战军第4、第7纵队攻占高桥、塔山﹐殲滅國軍暫編第六十二師和第五十四軍第一九八師各一部，截斷錦西第五十四軍與錦州之聯繫；至此，解放軍完全包圍錦州，北寧鐵路山海關以東至義縣間，除錦州、錦西兩孤立據點外，都為解放軍所控制:8683。
9月28日，衛立煌、廖耀湘再晤顧祝同，廖等提出「進軍營口，再折向錦州解圍」之方案，為顧祝同所拒絕，堅持必須先新民集中，不容再貽誤戰機；衛、廖請顧返南京向蔣陳述東北將領意見，同時表示準備向新民集結部隊:8684。 9月28日拂晓，东北野战军第二兵团程子华指挥冀察热辽独4、独6、独8师在冀察热辽军区炮兵旅的支持下向绥中城发起总攻，战斗至中午12时，全歼守军新五军暂60师副师长兼二团团长师临先的1个团及绥保大队2,600余人。
9月29日第四纵队第10师，经过2小时战斗，于9时05分攻克兴城，歼灭国军第五十四军直属工兵团、暂编第57师一个营、保安队、骑兵2个连，俘团长卜昌圻以下，共歼灭3254人:309。卫立煌派剿总副总司令陈铁、副参谋长彭杰如去葫芦岛筹组指挥所。
10月1日，3纵司令员韩先楚统一指挥第3纵队、炮兵纵队、第2纵队第5师攻克义县，歼灭暂编第二十师，俘虏师长王世高:310:563，副师长少将韩润珍，1团团长上校赵振华，2团团长上校王灿荆，3团团长上校陈敬熙。师直属部队有山炮营、工兵营、辎重营、通信连、特务连、野战医院等共计7,000人。除正规军外尚有地方武装“红眼队”和地方团队，总计兵力1.2万余人。战斗结束之后，东北野战军炮兵司令员朱瑞入城时牺牲，这是东北野战军在战役中损失的官阶最高者:263。义县之战解放军伤亡3,000余人。10月1日，占据前所城的新五军第26师第78团被歼。至此，东北野战军经过20天连续作战，歼灭国军20,000余人:274，完成对锦州的包围:310。
9月30日，蔣介石由南京飛抵北平巡視，陸軍大學校長徐永昌、空軍總司令周至柔、海軍總司令桂永清、聯勤總司令郭懺、總統府參軍羅澤闓、青年部長陳雪屏以及俞濟時等隨行:8686。10月1日，蔣召開軍事會議，研究援錦方案，決定從华北抽调第六十二、獨立第九十五師、第九十二军第二十一師及山东烟台第三十九军兩個師，海運葫蘆島，會同錦西第五十四軍及暫編第六十二師，共11個師，組成東進兵團，由第十七兵团司令侯镜如指挥，從锦西北上，增援锦州:8687。蔣10月2日亲赴沈阳:190，令以沈阳国军主力由第九兵团司令廖耀湘指挥西进，企图东西对进解锦州之围，并与东北野战军进行决战:311。而卫立煌对由沈阳派出主力兵团解锦州之围持有异议:560。

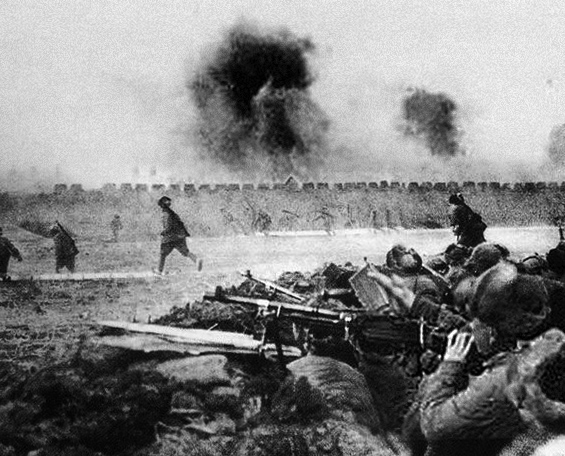
东北野战军對錦州城垣发起進攻

9月30日，东北人民解放军司令部、政治部組成前線指挥所，由林彪、羅榮桓率領，乘火车从双城出发，南下赴遼瀋前线:312。10月2日，林彪在列车上收到国军增援的消息后，一度产生犹豫，提出回师进攻长春:207:565，受到毛泽东批评:476-478。林彪在罗荣桓劝说下:276，很快又打消回师的想法:19。东北野战军随后调整部署，以第2、3、7、8、9纵队以及6纵第17师（该师擅长攻坚战）附炮兵纵队攻打锦州，以第2兵团指挥第4、11纵队以及冀察热辽独立第4、6师防守塔山，第1纵队两个师置于塔山与锦州之间的高桥为预备队，第5、6、10纵队以及1纵3师、内蒙古骑兵第1师置于新民附近，第12纵队和长春外围12个独立师继续围困长春:281。攻打锦州的同时，以阻击国軍西由锦西以及東由瀋陽来的援军，令攻城軍不會陷入反包圍之險:281。10月9日开始，东北野战军集结25万人扫清锦州所有外围据点包围锦州城，至13日，全部夺取锦州外围阵地:597:317。范汉杰指挥的国军第六兵团陷入包围:63-78。
在蒋介石亲自督促下:320，锦西、葫芦岛守军第五十四军、海运增援的第六十二军及独立第九十五师，在指挥官侯镜如到达前，暂由第五十四军军长阙汉骞指挥:321，于10月10日发动攻势，在解放军第4、11纵队阻击下，攻击受挫:322。11日，第十七兵团司令侯镜如到达接替指挥，因第九十二军防务无法交接仍留原地仅运到第二十一师:322。侯镜如已经秘密与中共联络，宣称援救锦州打进去也出不来，故意放慢动作，推迟11天才率领部队达到:580。13日，国军调整部署再次进攻，并动用海军重慶號巡洋艦火炮支援。至15日解放军攻下锦州时始终被阻于塔山:241-253。而由山东海运增援的第39军拖延到16日才到达。整个塔山阻击战中，国军伤亡6千余人；东北野战军伤亡人数在致中央军委电报中提到“第4、11纵队在守备战及小战斗中各伤亡五六千人”。 作战结束后，东北野战军第四纵队12师34团获得“塔山英雄团”称号:323。国军由沈阳西进的廖耀湘第九兵团被东北野战军第5、6、10纵队牵制，也畏惧被解放军包围，希望向营口撤退，于10月11日出兵攻占东北野战军补给线上的彰武后，在彰武、新立屯地区徘徊:473，等待锦西的第十七兵团东进与锦州国军会师而迟延出击:152-188。对于彰武被占，东野和中共东北局的反应是从内蒙古进入辽宁直到阜新火速动员修成两条新的补给通道:87，动员了上万群众与大批畜力，在甘旗卡经哈尔套、务欢池、清河门至义县的新补给线的油料、物资、被服、医药、械弹、军粮、肉菜、马料、烧柴的沿途装卸、倒运、道路抢修保障、桥梁渡口维护等战勤工作。阜新作为锦州战役的总后方基地受到新立屯地域的廖兵团的直接军事威胁，辽西五地委副书记曾志率领地方干部动员阜新煤矿2万余工人把阜新矿区、旧庙、福兴地、务欢池的野战后方医院的5000多伤员转移，囤积在阜新南仓库的650万斤军粮疏散到煤矿工人家中保存；后来战局好转重新集中的军粮只损失了5%。阜新煤矿总机厂为前线抢修了八二炮16门、六零炮95门、汽车53台及大量战损的物资器械。阜新五专区向锦州、辽西前线派出了6547副担架、52655名担架支前民工。
10月14日，东北野战军向锦州发起总攻，15日晚占领锦州，此战东北野战军伤亡24,548人；歼灭守军国军第六兵团及所属第九十三军、新编第八军共10万餘人，其中死伤1.9万人、被俘虏约8万人:604，俘虏东北剿总副总司令范汉杰，封闭國軍从陆上撤回关内的唯一通道:319。10月15日，蒋介石派遣徐州剿匪总司令部副总司令兼第二兵团司令官杜聿明为东北剿总副总司令兼冀热辽边区司令官，事实上剥夺卫立煌的战场指挥权，而令其仅能统领在沈阳的国军。

#### 長春

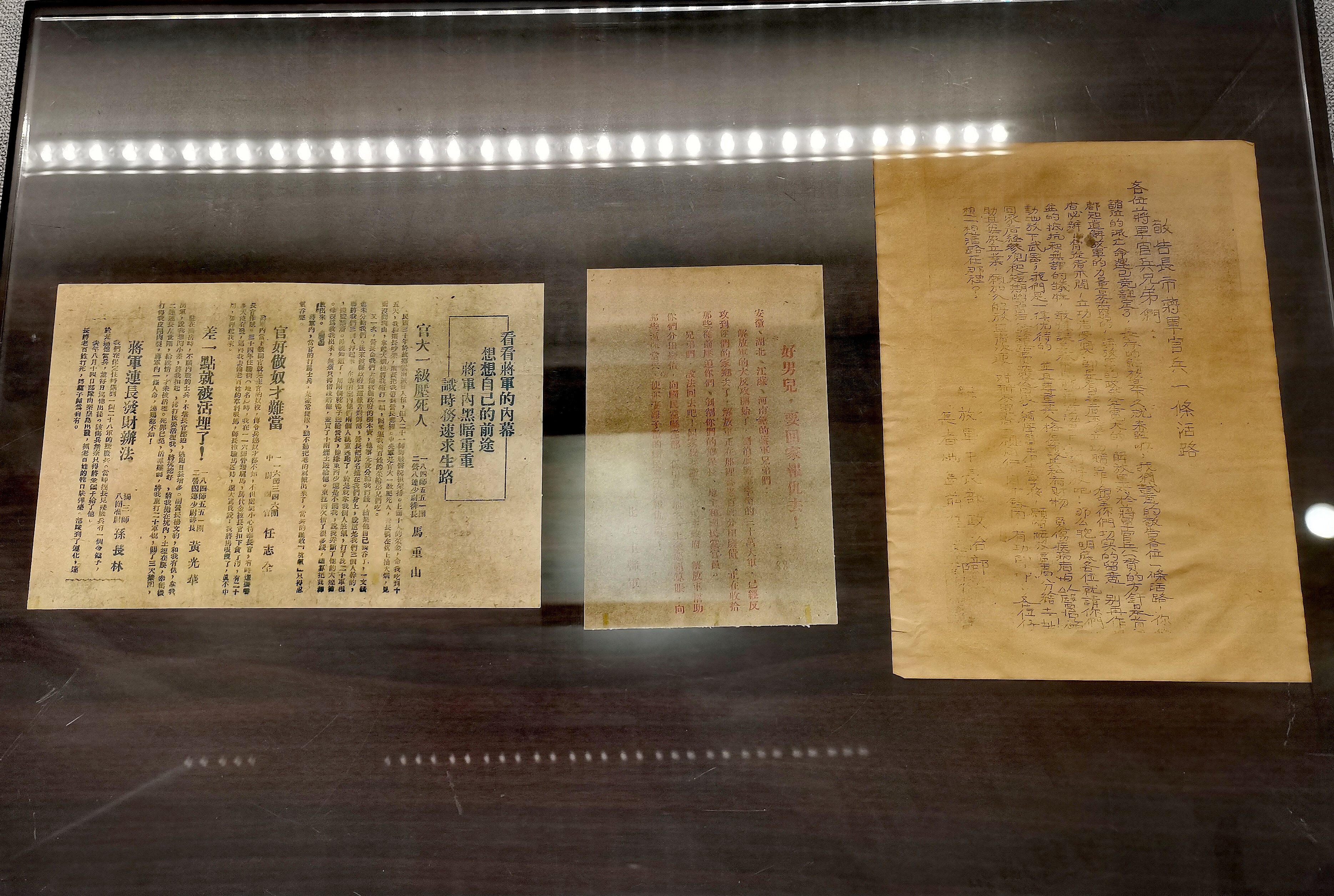
解放军围城部队向长春国军部队进行政治宣传的传单，辽沈战役纪念馆展出

与此同时，东北野战军围困长春5个多月，城內缺糧嚴重，国军军队士气低落，百姓餓死者数以萬計，长春景象十分悲惨:70。与原来驻长春市西半部的新编第七军相比，从吉林撤下来驻守长春市东半部的国军第六十军粮食供应更加困难，引起第六十军官兵的颇有意见，士兵虽无饿毙但亦谋兵变。辽沈战役开始后，蔣要求长春守军突围:159:611。由于粮食断绝官兵体力甚弱已无力突围，加上在锦州城破的压力下，10月17日，第一兵团副司令兼第六十军军长曾泽生与下属第一八二师师长白肇学、暂编第二十一师师长陇耀经过密谋，率部起义:306-319，19日，新编第七军与解放军接洽放下武器投降。10月23日，解放軍攻陷長春，東北剿匪副總司令（兼國軍第一兵团司令官）鄭洞國被俘:162。东北野战军占领长春，全歼国軍守军第一兵团及所属新编第七军、第六十军等共10万餘人。

### 第二阶段
駐防锦州和长春的国軍被东北野战军消灭后，东北局势对国軍已经极为不利。但蔣仍坚持分别由锦西和沈阳，东西对进收复锦州:246:329。第九兵团司令官廖耀湘认为不应再继续向锦州前进，亦不愿意退回沈阳。10月16日，廖耀湘与来视察的杜聿明达成共识，计划先占领黑山、大虎山，再立即向南撤往营口，或依托营口向北进攻锦州或海运回关内，卫立煌也同意第九兵团撤往营口:629。10月18日蔣飛臨瀋陽，指示東北作戰計劃，仍未能迅速挽回頹勢:162。在说服蔣改变决策后，第九兵团于21日向黑山发起进攻以掩护兵团向营口撤退，并令第五十二军于23日由辽阳先行进占营口:631。东北野战军占领锦州以后，改变原来攻击锦西、葫芦岛的国军的计划:331。10月20日令第1、3、8纵队及6纵17师为第一梯队急行军东进；以第2、7、9纵队及炮兵纵队为第二梯队随后跟进，两翼包抄围歼廖耀湘第九兵团。并以第5纵队，第6纵队两个师南下截断第九兵团往沈阳的退路，令第10纵队和1纵3师在黑山、大虎山阻击第九兵团:332。
10月17日，廖耀湘令第七十一軍军长向鳳武担任向黑山攻击的前线指挥官，并将青年军第二〇七师第三旅以及兵团直属炮兵配属给第七十一军加强攻击力量，以掩护兵团主力由新立屯通过黑山以东的走廊向营口撤退。完成部署后，在争取蔣中正改变决策过程中又迟误了4天，至21日才下达命令开始发起进攻黑山的战斗:333。21日中午，东北野战军电令第10纵队在黑山、大虎山一线死守，阻击国军，掩护主力到达:635。东北野战军第10纵队以所属第28、第29、第30师展开防御，其中第28师防守的黑山正面高家屯、101高地、92高地和石头山一线为双方攻防的重点:334。由于是短时间仓促建立防御阵地，前沿阵地先修成地面火力点，然后再加强阵地的副防御，只作好表面简陋的防御工事。23日，国军第七十一军及第二〇七師第三旅对黑山发起攻击，但无法突破东北野战军第10纵队和1纵3师:286的防守，攻击受挫:334。廖耀湘令新編第一軍军长潘裕昆接替向鳳武担任指挥，23日，新编第一军投入战斗，加强对黑山的攻击，双方在前沿阵地反复拉锯，阵地多次易手，第10纵队不断发动反击，国军攻势毫无进展，无法进占黑山:334。
由于东北野战军第10纵队死守黑山、大虎山一线，廖耀湘第九兵团被拖住，无法占据黑山、大虎山掩护向营口撤退的通道，丧失大量时间:335。东北野战军主力赶到，对第九兵团展开穿插、合围、分割，25日，向营口撤退的道路以及向沈阳的退路被切断:336。26日，东北野战军开始围攻第九兵团:338，林彪命令各部队以快制快、以乱制乱:372。在一次突然袭击中，东北野战军第3纵队7师21团3营以无畏的勇气打掉了廖耀湘位于胡家窝棚的兵团指挥部:249，同时新编第三军、新编第一军、新编第六军的军部也被打掉，造成整个兵团指挥中枢系統全部混乱，部队陷入瘫痪和崩溃的状态:339。至10月28日，东北野战军在黑山、大虎山以东，绕阳河以西范围内歼灭意图逃往营口的国军第九兵团及所属新编第一、新编第三、新编第六、第四十九、第七十一军5个军12个师共约12万人，第九兵团司令官廖耀湘被俘虏:339。新一軍、新六軍美式軍械裝備完全落入解放軍手中:366。10月26日，蒋介石日记中写道：“东北全军，似将陷于尽墨之命运。寸中焦虑，诚不知所止矣。”:603

### 第三阶段

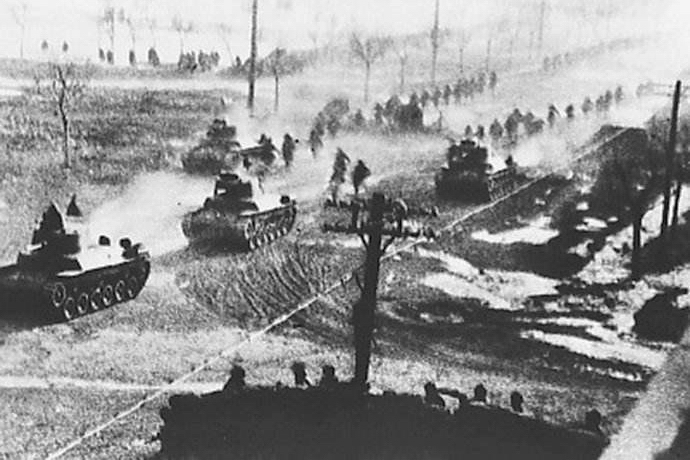
東北野战军在九七式中战车的掩护下向沈阳沿线进攻

辽西作战结束后，東北野战军决定以第1、2、7、8、12纵队包围沈阳；以第9纵队进攻营口，攻击驻扎营口的第52军，并命令辽宁军区组织部队在辽河上架桥:341。围困长春的6个独立师由萧劲光第一兵团率领从10月23日日夜兼程南下，经四平、开原、铁岭，直奔沈阳、本溪、营口。東北解放軍攻克撫順，殲滅國軍第二〇七師一部；並在東陵、水泉等地殲滅第五十三軍暫編第三十師一部，逼近瀋陽；第一縱隊攻克新民，追歼騎兵第二旅一部:8711。
1948年10月25日入夜后，东北剿总命令沈阳守备第一总队立即改编为新八军23师，并提前发薪一个月；师部及直属队、第一团、第二团立即由沈阳北站上车，开赴抚顺接替青年军第207师第1旅防务，第3团由沈阳南站上车开赴本溪接替青年军第207师第6团防务；各火车站备足车辆，分别接洽，星夜出发，不得延误。10月26日沈阳守备第一总队副总队长梁仲宇率第3团入驻本溪的平顶山、石灰山一带，团指挥所驻平顶山麓南宫；各据点工事完备，粮秣充足，地势险要。
10月27日，新一军暂53师将突入防线的解放军李红光支队一部击退。暂53师师长许赓扬回忆，该师第2团对面是李红光支队全是朝鲜族不通汉语，以致时有小冲突发生，曾被解放军夺去机枪一挺，后来又退还回来。之后许赓扬命令前方官兵只守阵地，不准开枪，自此再无战斗发生。
10月27日，安东军区电令独立第一支队（后为独立第14师）“立即向本溪开进，相机收复本溪”，本溪保安团配合作战。守军为沈阳守备第一总队第3团、保安团、还乡团、清剿队等 。
10月29日，遼西會戰後，瀋陽守軍失措；东北剿匪总司令部開始撤退，卫立煌偕高級官員赴錦西，瀋陽守軍交第八兵团司令官周福成指挥:8710-8711。第五十三军的王理寰第130师从新民收缩回沈阳。
《戡乱战史》记载：“10月29日，共匪第十二纵队陷铁岭，近迫文官屯（沈阳以北约5公里）、圆山子，开始倾力猛犯。我沈阳国军，在第8兵团司令官周福成之指挥下，奋起迎战。”第十二纵队第34师师长温玉成率部在沈阳北新城堡一带截歼从铁岭逃出的第116师师部率两个团及东北守备第一总队共4,000余人，俘东北守备第一总队少将司令彭定一。第五十三军第116师向沈阳撤退时掩护全师撤退的丁赞尧团被解放军包围在铁岭，在团长带领下全部投降。接着，温玉成率部插到沈阳以南的鞍山一带，截击从沈阳出逃的青年军二〇七师。
10月29日，在得到西进兵团全军覆没的消息，以及收听到哈尔滨新华广播电台播出的原东北军将领高崇民、张学思、吕正操、车向忱、阎宝航等劝告第五十三军起义，保全家乡的广播后，第130师师长王理寰召开会议研究起义事宜。参会的人有国防部东北军法执行分监部主任赵毅、新一军暂53师师长许赓扬、第130师师长王理寰、沈阳第2守备总队总队长秦祥征、副总队长王凤起、沈阳商会副会长卢光绩。与会人员一致同意联络各部努力进行起义，并派出代表与解放军联系。会前，王理寰争取到了第116师师长刘德裕、暂30师（师长张儒彬）副师长王冠英、东北守备第2总队总队长毛芝荃、第130师副师长夏时（周福成的连襟）等人的同意。
10月29日黄昏后，安东军区独立第一支队开始解放本溪的战斗行动：
- 第一团由桥头绕道北上，于10月30日晨5时抢占火连寨车站，据守制高点，堵截可能从本溪北逃的敌人。尔后，夺取后湖北山、占领溪湖大堡、攻下月牙岭、彩屯，与二团配合歼灭太子河南岸的敌人。一团作战参谋吴伟受命前往火连寨梨树沟接受400多敌人的投降
- 第二团为主攻部队，于10月26日经牛心台，向西推进占领卧龙村。30日晨攻下大峪堡，尔后向宫原（本溪）火车站、平顶山方向发展进攻，配合一团歼灭太子河南岸的全部敌人。
- 第三团（欠第三营）于29日经太子河北岸自东向西推进，经三家子、老官砬子、牛心台、梁家屯、威宁营等村前进到明山岭、骆驼岭，控制615高地，进而向本溪湖街里发展，歼灭太子河北岸敌人。
- 本溪保安团配合第三团夺取本溪湖。尔后，归本溪县委指挥，搜剿潜伏于市内的敌人。
- 第三团第三营、支队警卫营为支队预备队，随第二团部队后部跟进。
- 支队第一指挥所在第二团前卫营后部跟进；第二指挥所在预备队前部行进。

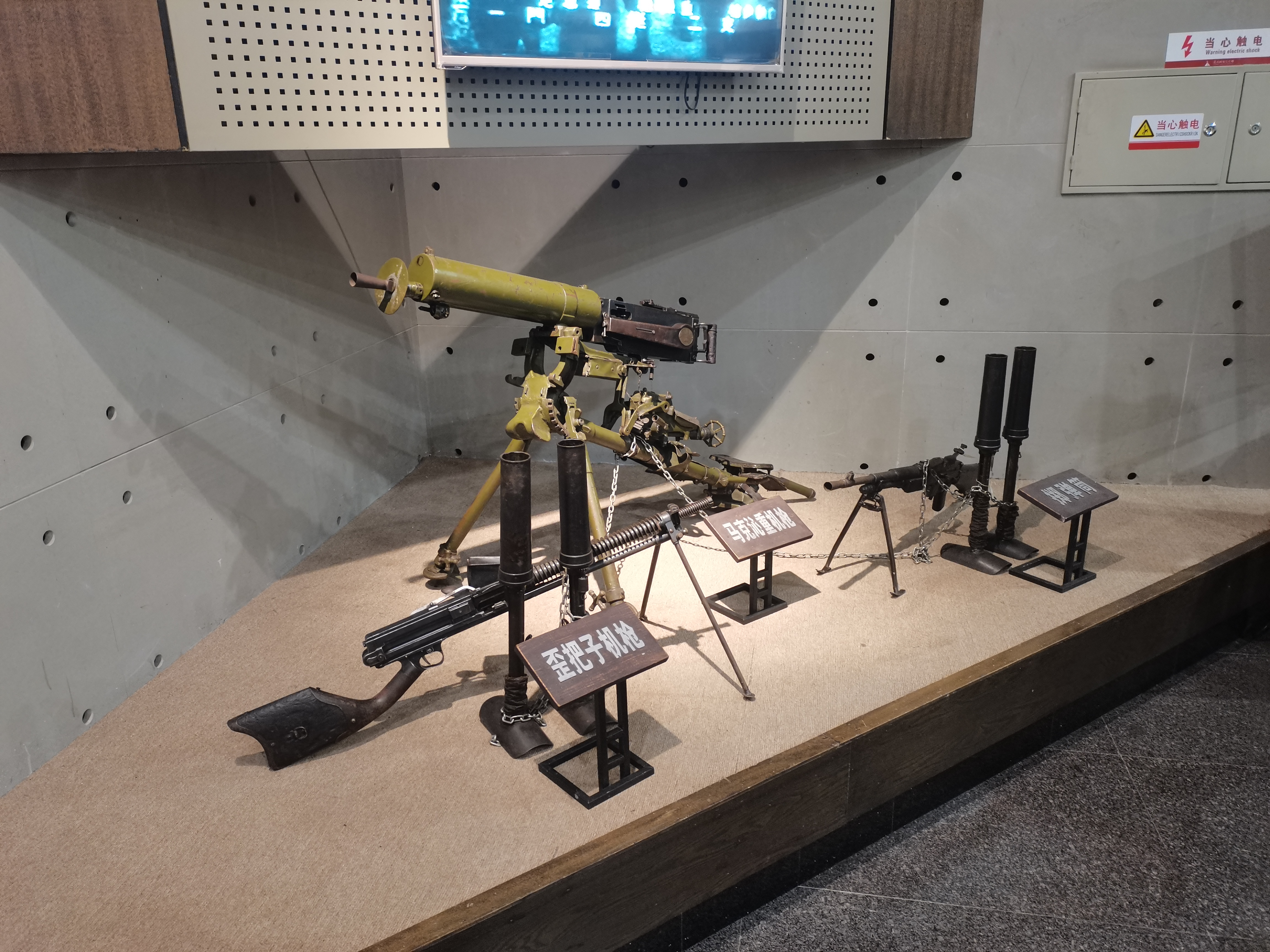
解放军在辽沈战役中使用的武器装备，辽沈战役纪念馆展出

10月31日黎明，本溪的平顶山的四周全是解放军（安东军区独立第一支队），沈阳守备第一总队第3团接洽投降，由于下级官兵大都是本地人，全团集中后约剩三分之一，其余都各自逃散回家了。在本溪住了两天，向安东方向步行一天，乘火车到达了安东。身强力壮、技术优良的炮手和通讯兵，选送补充到解放军前线部队去了。
10月30日上午，杜聿明奉蔣命令飛瀋陽調整該市防務，因機場混亂不能降落，遂直飛北平向蔣請示錦葫部隊行止；蔣命杜回葫蘆島待命，並命衛立煌到葫蘆島指揮，蔣旋返南京:8711。杜飛返葫蘆島，計劃撤退營口和葫蘆島之部隊:8711；衛立煌偕趙家驤、董文琦等由瀋陽飛抵錦西，一週後衛立煌奉蔣令飛北平:8712。東北野戰軍攻克本溪、遼陽、鞍山；第12縱隊在瀋陽西吳家荒、大幸屯等地殲滅由新民撤退之第五十三軍第一三〇團，逼近瀋陽西南，於瀋陽市及其近郊包圍瀋陽守軍:8712。10月30日早晨，第116师师长刘德裕率部到达沈阳东北二台子，见到了暂30师师长张儒彬。张说：“王理寰已和解放军联系了。算了吧，还打什么！”刘表示同意。
10月30日9时，王理寰派去与解放军联系的人回来，带回了一封信，信中表示让王部仍暂驻飞机场，决不发生误会。
10月30日上午，杜聿明奉蔣命令飛瀋陽調整該市防務，因機場混亂不能降落，遂直飛北平向蔣請示錦葫部隊行止；蔣命杜回葫蘆島待命，並命衛立煌到葫蘆島指揮，蔣旋返南京:8711。杜飛返葫蘆島，計劃撤退營口和葫蘆島之部隊:8711。10月30日，卫立煌接到了蒋介石要他到葫芦岛“指挥作战”的命令，即偕高級官員赵家骧、董文琦、王铁汉、潘裕昆、龙天武与东北各省主席等到浑河民用机场，当日16时乘坐飞机赴葫芦岛。临走前未与第八兵团司令官周福成联系。一週後衛立煌奉蔣令飛北平:8712。随后，许赓扬的暂53师第3团就将机场严密控制起来，以至于后来企图降落的飞机未敢降落就飞走了。机场上剩下的国军大员们只得回到家中，等待做俘虏。
10月30日20时，周福成在兵团部召开紧急会议，宣读了蒋介石要周福成全权指挥、固守待援的命令，并在会上获知各师、各总队都已经在与解放军联系起义或投诚。周福成和东北剿总总参议化装逃到世合公银号内。当夜，第116师参谋长马佩生（黄埔出身）听闻部队放弃抵抗后痛哭，半夜时分不辞而别。
由于浑河抚顺以东地域没有桥，骡马炮兵无法过河直扑本溪。为夺取抚顺市区的浑河永安桥，10月30日午夜24时，独立十师（师长赵东寰，副政委蔡明，副师长邓忠仁，参谋长王玉峰）28团（团长段志清和政委杜西书）从抚顺市的河北接敌后，分兵3路发起总攻。20分钟袭占了老城南门，并迅速占领河北的各机关和电报局。第28团一营强攻高尔山守军。第28团二营消灭桥头南北之守军，占领河南的第一个小山头（东侧的琥珀泉山，现抚顺友谊宾馆、劳动公园）的地下指挥所，俘虏守军师长和政治部主任。第28团三营攻占抚顺老城，消灭城外地堡群及城西的监狱和仓库守军。守军师部撤至永安桥南。10月31日晨5时独立十师29团（团长赵炳安、政委汪砺锋）投入战斗，同28团并肩冲入河南市区，很快占领抚顺市政府、市公安局，解除了警察武装，又占领了市电话局、矿务局、发电厂、西制油厂。抚顺矿警队800多人起义。在市区西部方晓屯一带发现并缴获一个大型弹药库。至1948年10月31日晨7时，独立十师历时7个小时完成抚顺战斗，全歼“沈阳守备第一总队”，共毙伤敌500余人，俘总队长周仲达、参谋长黄普隆、政治部主任以下3,000余人，缴获各种炮32门，轻重机枪237挺，长短枪3,000余枝，汽车14辆，弹药仓库1座。第28团阵亡23人、伤第三营营长董振林以下73人。
1948年10月31日上午7时，解放军独立十三师（师长王兆相，政委刘莱夫）在抚顺与沈阳间南渡浑河，前卫第37团的一个连进抵李石寨东北的李石寨河河套铁路桥边傅家坟附近的沈抚公路上拦截了两辆由抚顺城向沈阳的国军军车，从俘虏处获悉抚顺市区已经被攻下，其后还有弃城步行逃往沈阳的青年军207师一部约一个团兵力及地方土杂清剿队等共千余人外加部分家眷。师长王兆相获悉后，决定全师立即脱掉衣裤涉水南渡浑河，以最快速度在沈抚公路上截住并全歼这股逃敌。上午8时许，王兆相命令：第37团一个连为前卫、第38团（团长宋俊，政委张健，由辽吉五分区路西支队沿革为辽吉军区25团）由刘尔屯沿浑河南岸河套迂回至李石寨北，第一营的2个连及第二营第5连主攻；第39团一各营另3个连由四方台跑步赶往李石寨增援。上午9时许37团前卫连堵截沿沈抚铁路逃亡的一股国军，38团也从李石寨北侧赶到，该股国军转头逃向沈抚铁路以南制高点，依托山上碉堡抗击第38团的进攻，1小时战斗后，第38团第一营攻下制高点，毙一百余人，俘一个连，余下国军向抚顺方向逃走。第38团第一营分兵向通往演武的小南沟、拉古、大四家子、小四家子方向追击，仅少量国军侥幸逃回抚顺。当日上午9时许，第38团2营5连在李石寨村口遭遇沿铁道北而来的一股携带家眷的约二、三百名国军，该部国军上了东山（今化工厂山上）后居高临下据山抗击，第5连牺牲3人，迫使东山守军缴械投降。李石寨追歼战共计歼约600人，俘160人，缴步枪424支、冲锋枪20支、自动步枪10支、轻机枪24挺、重机枪3挺、手枪19支、各种子弹72560发、美式手榴弹1935枚、八二炮1门、马8匹、汽车2辆、通讯器材1部，另收缴李石寨村公所枪35支。解放军牺牲4人（全部属第38团）、伤15人。
10月31日，周福成電蔣：「衛立煌棄職逃走，職正調整部署，竭力奮戰，孤守瀋陽待援。」:8713東北野戰軍分路向瀋陽攻擊，各路均逼近城郊:8713。第12縱隊攻克瀋陽南蘇家屯車站，殲滅第二〇七師暫編第十團；第2縱隊在三間房殲滅第二〇七師第二旅第四團一部，並突入瀋陽市鐵西區，瀋陽以西國軍3個騎兵旅投降:8713。同時，東北野戰軍第7、8、9縱隊對營口實行合圍，以切斷瀋陽守軍南撤路線:8713。
10月31日晚8时，新一军暂56师师长许赓扬召集各团长、直属部队的营连长和驻守沈阳东北的第207师的团长陶毅及特种兵的营、队长开会，宣布已与解放军达成协议并宣布起义。在场的人当时都表示同意。但陶毅回到团部后，就打电话骂许赓扬，说要和第207师部队抵抗到底。暂53师第3团团长刘基也反对起义，随后只身化装逃走。
沈阳守备第2总队总队长秦祥征和副总队长王凤起也在战役开始前就与中共方面开始了联络，等待时机发动起义。
11月1日，解放軍攻克瀋陽:8713。東北野战军第1、2、12纵队以及8个独立师向沈阳市区发起总攻:342。是日凌晨，東北野戰軍發起總攻，第1、2縱隊為主攻，由西部和西北部突破；第12縱隊由南部突破；獨立第1、3、4師由東部和北部突破:8713-8714。10時，第1、2縱隊攻佔鐵西全區，殲滅國軍第二〇七師2個旅大部；第12縱隊攻佔城南飛機場，殲滅守軍1個團:8714。下午，沈阳守軍投降，在大東營繼續抵抗之第二〇七師第一旅第二團被消滅:8714。国军第五十三军与解放军接洽放下武器投降，仅青年军第二〇七师做局部抵抗也缴械投降，第八兵团司令官周福成被俘虏。“市区战斗，迄11月1日晚，始全部终止，沈阳遂为匪所陷”。是役歼灭東北剿匪總司令部所屬1個兵团部、2个军部、6個師、3個騎兵旅，及守备、直属部队等:343，共13.45万餘人，第八兵團司令官周福成以下將官106名被俘:8714。
11月1日夜，營口國軍第五十二軍開始登船南撤，至次日，僅撤走該軍軍部及第五十二師:8714。
11月2日，東北野战军攻占营口:8715。是日上午，第7、8、9縱隊及遼南獨立第二師從三路發起攻擊，戰至10時，殲滅国軍第五十二军第二師全部，第二十五師1個團及軍部運輸團，共1.48萬餘人:8715。第五十二军撤退时损失三分之一，第五十二军残部从海上撤往葫芦岛:56。11月2日，解放軍攻陷瀋阳，衛立煌先期飛北平，部分國軍突圍撤至营口，經海運南下，东北盡失，國軍先後丧失精銳達30萬人:162。國軍自瀋陽、營口撤出東北:56。
《国民革命军青年军军史》记载：11月2日午后，第207师戴朴师长召集主要干部计议，决定突围。11月2日子夜，第207师官兵突围行动开始，第2旅副旅长周中锋率第5团何福祥部，在攻击掩护下突围。另一方面，戴朴师长则亲率第2旅主力向沈阳东南前进，沿途频遭共军袭击，终能排除障碍，突过奉集堡。迄11月18日，抵山海关之第207师官兵被安置收容者有3,000余人。《戡乱简史》中的记载则为：“我第207师主力坚守浑河一带，浴血反复搏斗，战至17时20分，电讯中断，纷向营口方面突围。”在葫芦岛指挥部队撤离的杜聿明也回忆：207师在11月2日被歼灭，戴朴化装只身逃走。207师旅长王启瑞后来对郭汝瑰说，突围到达北平时只带着六七十人，而且在向西逃跑时也没有遇到有力的阻击。
辽沈战役至此结束:162。
在沈阳被攻占后，锦西、葫芦岛地区的援锦作战的国軍第十七兵團在杜聿明的指挥下，于11月9日经海上撤向关内，次日東北野战军占领锦西、葫芦岛，东北全境解放:345。
11月10日，蒋介石下令将卫立煌撤职查办，命令中说：“东北剿总总司令卫立煌迟疑不决，坐失军机，致失重镇，着撤职查办。”李宗仁在回忆录中则这样说：“蒋先生反将全部战败责任委诸卫立煌一人。立煌不但被拘禁，几遭枪决。直至蒋先生下野后，我才下令将卫立煌释放。”
据中共官方记录，国軍损失4个兵团、11个军部、32个整师、3個騎兵旅、4個守備總隊（相當於師），其他獨立團及特種部隊、直屬部隊、地方部隊，共47.2万人，其中斃、伤5.68万人，俘32.433万人（一说是30.62万人），放下武器投诚（中共方面认定与被俘性质不同）6.49万人（一说是8.3万人），倒戈（中共方面称为起义，国军方面当认为是叛变）2.6万人:8715；解放军伤亡6.9213万人:8715，其中阵亡14,009人，负伤53,328人，失踪1,874人:674。据中共方面统计：空軍各型飛機143架、海軍艦艇26艘。国軍东北剿匪总司令部建制的部队仅有駐山海關的新編第五軍撤退到天津，第五十二、第五十四军由葫芦岛撤退到上海。

## 兵力架構

### 攻方：中国人民解放军

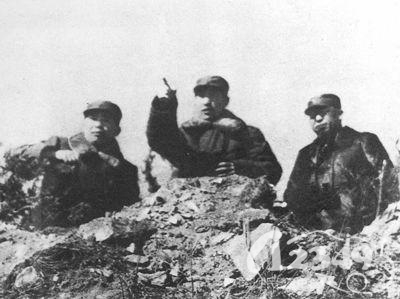
辽沈战役中，林彪、罗荣桓、刘亚楼在指挥作战

| 第六纵队                                                         | 司令员洪学智、黄永胜（代）；参谋长黄一平 副司令员杨国夫、李作鹏；政委赖传珠 | 第十二纵队 | 司令员钟伟；参谋长王亢 副司令员熊伯涛；政委袁升平            | 獨立師 |                                                                         |
| 第六纵队                                                         | 第16师（师长李作鹏，副师长王东保，政委张池明，参谋长冯精华）                | 第十二纵队 | 第34师（师长温玉成，政委谭友林）                             | 獨立師 | 独立第6师（师长邓克明，副师长金宇、马逸飞，政委钟人仿，参谋长刘甦）     |
| 第六纵队                                                         | 第17师（师长龙书金，副师长李培功，政委徐斌洲，参谋长陈毅斋）                | 第十二纵队 | 第35师（师长王奎先，副师长李光汉，政委栗在山）               | 獨立師 | 独立第7师（师长罗华生，副师长程启文、余勋光，政委邱子明，参谋长刘可天） |
| 第六纵队                                                         | 第18师（长阎捷三，副师长黄荣海，政委袁克服，参谋长周明国）                  | 第十二纵队 | 第36师（师长沈启贤，副师长郑贵卿，政委王建中，参谋长席庶民） | 獨立師 | 独立第8师（师长王人贵，副师长蔡久，政委邹衍）                           |
| 獨立師                                                           |                                                                             |            |                                                              |        |                                                                         |
| 独立第9师（师长廖仲符，副师长罗文华，政委钟民，参谋长冉泽）      |                                                                             |            |                                                              |        |                                                                         |
| 独立第10师（师长赵东寰，副师长邓忠仁，政委崔国辉，参谋长王玉峰） |                                                                             |            |                                                              |        |                                                                         |
| 独立第11师（师长王效明，副师长李德山，政委宋景华，参谋长康干生） |                                                                             |            |                                                              |        |                                                                         |

| 第四縱隊 | 司令员吴克华、副司令员胡奇才 政委莫文骅、参谋长李福泽        | 第十一縱隊 | 司令员贺晋年、副司令员周仁杰 政委陈仁麒、参谋长舒行      | 冀察熱遼獨立師 |                                                      |
| 第四縱隊 | 第10师(师长蔡正国、政委李丙令、参谋长张捷勋)                 | 第十一縱隊 | 第31师（师长欧致富、政委谢镗中、参谋长宋映）             | 冀察熱遼獨立師 | 热河独立4师 (师长李道之、政委王晓生、参谋长杜敏)     |
| 第四縱隊 | 第11师(师长田维扬、副政委吴宝山、副师长刘善福、参谋长郭家洛) | 第十一縱隊 | 第32师（师长李光辉、政委刘禄常、副师长曾威、参谋长潘峰） | 冀察熱遼獨立師 | 热河独立6师(师长韩梅村、政委钟辉、副参谋长张荣森)    |
| 第四縱隊 | 第12师(师长江燮元、政委潘寿才、副师长卢燕秋、参谋长李洪茂)   | 第十一縱隊 | 第33师(师长周仁杰（兼）、政委钟文法、参谋长夏新民)       | 冀察熱遼獨立師 | 臨時炮兵團(团长王一平、政委郑戈令、政治部主任原世德) |

| 第一縱隊 | 司令员李天佑、政委梁必业 副司令员曹里怀、参谋长杨尚儒 | 第二縱隊 | 司令员劉震、政委吴法宪 副司令员兼参谋长吴信泉       | 第三縱隊       | 司令员韓先楚、政委罗舜初 副司令员沙克、副参谋长何振亚         |
| 第一縱隊 | 第1师(师长江拥辉、政委黄玉昆)                         | 第二縱隊 | 第4师（师长胡继成、政委李世安）                     | 第三縱隊       | 第7师 (师长邓岳、政委李伯秋)                                  |
| 第一縱隊 | 第2师(师长贺东生、代政委王树君)                       | 第二縱隊 | 第5师（师长吴国璋、政委石瑛）                       | 第三縱隊       | 第8师(师长宁贤文、政委刘光涛)                                 |
| 第一縱隊 | 第3师(师长刘贤权、政委方国南)                         | 第二縱隊 | 第6师(师长张竭诚、政委李少元)                       | 第三縱隊       | 第9师(师长郑大林、政委李改)                                   |
| 第五縱隊 | 司令员萬毅、政委刘兴元 副司令员吴瑞林、副参谋长罗文   | 第七縱隊 | 司令员鄧華、政委吴富善 副司令员曾克林、参谋长高体乾 | 第八縱隊       | 司令员段苏权、政委邱会作 副司令员张天云、参谋长黄鹄显         |
| 第五縱隊 | 第13师(师长徐国夫、政委李辉)                          | 第七縱隊 | 第19师（师长徐绍华、政委邓东哲）                    | 第八縱隊       | 第22师 (师长吴烈、政委鲍启祥)                                 |
| 第五縱隊 | 第14师(师长彭龙飞、政委丁国钰)                        | 第七縱隊 | 第20师（师长刘述刚、政委刘永源）                    | 第八縱隊       | 第23师(师长钟明彪、政委谢家祥)                                |
| 第五縱隊 | 第15师(师长王振祥，政委何善远)                        | 第七縱隊 | 第21师(师长李化民、政委朱民亲)                      | 第八縱隊       | 第24师(师长丁盛、政委韦祖珍)                                  |
| 第九縱隊 | 司令员詹才芳 政委兼主任李中权、参谋长袁渊             | 第十縱隊 | 司令员梁兴初、政委周赤萍 副司令员方强、参谋长黄炜华 | 冀察熱遼獨立師 |                                                               |
| 第九縱隊 | 第25师(师长曾雍雅、政委徐光华)                        | 第十縱隊 | 第28师（师长贺庆积、政委晏福生 ）                   | 冀察熱遼獨立師 | 热河独立7师 (师长陈宗坤、政委谢明)                            |
| 第九縱隊 | 第26师(师长肖全夫、政委李振声)                        | 第十縱隊 | 第29师（师长刘转连、政委陈发洪）                    | 冀察熱遼獨立師 | 热河独立8师(师长朱军、政委陈志彬)                             |
| 第九縱隊 | 第27师(师长任昌辉、政委王文)                          | 第十縱隊 | 第30师(师长叶建民、政委张百春)                      | 冀察熱遼獨立師 | 热河独立騎兵师 (师长何能彬、政委林茂源)                       |
| 獨立師   |                                                       | 獨立師   |                                                     | 特殊縱隊       |                                                               |
| 獨立師   | 独立第1师(师长管松涛)                                 | 獨立師   | 独立第4师（师长王子仁、政委方虎山 ）                | 特殊縱隊       | 炮兵纵队(司令员朱瑞（阵亡）→苏进、政委邱创成、副司令员匡裕民) |
| 獨立師   | 独立第2师(师长左叶、政委曹传赞 )                      | 獨立師   | 独立第5师（师长王家善、政委谢甫生）                 | 特殊縱隊       | 铁道纵队(局长黄逸峰、副局长李寿轩、何伟、武可久)              |
| 獨立師   | 独立第3师(师长陈金钰 )                                | 獨立師   |                                                     | 特殊縱隊       |                                                               |

### 守方：中华民国国军
东北剿匪总司令部
- 總司令：衛立煌
- 副总司令：郑洞国、范汉杰、孙渡、马占山、万福麟、梁华盛、陈铁、张作相、杜聿明（后增加）
- 参谋长：赵家骧[59]
- 副参谋长：宋子英、郝家骏、姜汉卿、袁克征、彭杰如。

冀热辽边区
- 總司令：杜聿明 兼

| 第八兵團 |                         |         |                    |                  |                                  |
| 司令：周福成 | 参谋长蒋希斌            |         |                    |                  |                                  |
| 副司令：覃异之 | 副参谋长：              |         |                    |                  |                                  |
| 兵團直辖 (駐瀋陽) |                         |         |                    |                  |                                  |
| \| 第五十三軍 \| 军长周福成 \| 第207师 \| 师长戴朴 \| 留守兵团直属部队 \| \| \| 第五十三軍 \| 第116師（師長劉德裕） \| 第207师 \| 第1旅(旅長李定一) \| 留守兵团直属部队 \| 东北守备第二总队（总队长毛芝荃） \| \| 第五十三軍 \| 第130師 (師長王理寰) \| 第207师 \| 第2旅 (旅長王启瑞) \| 留守兵团直属部队 \| 暂53师（师长许赓扬）：新一军编制 \| \| 第五十三軍 \| 暫編第30師 (師長張儒彬) \| 第207师 \| \| 留守兵团直属部队 \| \| |                         |         |                    |                  |                                  |
| 第五十三軍 | 军长周福成              | 第207师 | 师长戴朴           | 留守兵团直属部队 |                                  |
| 第五十三軍 | 第116師（師長劉德裕）   | 第207师 | 第1旅(旅長李定一)  | 留守兵团直属部队 | 东北守备第二总队（总队长毛芝荃） |
| 第五十三軍 | 第130師 (師長王理寰)    | 第207师 | 第2旅 (旅長王启瑞) | 留守兵团直属部队 | 暂53师（师长许赓扬）：新一军编制 |
| 第五十三軍 | 暫編第30師 (師長張儒彬) | 第207师 |                    | 留守兵团直属部队 |                                  |

留守沈阳各独立部队，大都编入“留守兵团”: 
- 沈阳防守司令部 司令官梁华盛
- 沈阳警备司令部  司令官胡家骥
- 松北五省绥靖区  总司令马占山
- 东北骑兵司令部 司令官徐梁 副司令王昭堃 参谋长关邦杰。 
  - 新编骑兵第2旅，旅长张志恒
- 东北剿总炮兵指挥官杜显信
  - 重炮第七团，团长罗道善。
  - 重炮第十二团，团长杜显信。
  - 野炮兵第十六团，团长高德昌。
  - 重迫击炮第十一团，团长雎鲁。
- 东北剿总工兵指挥官李贤
  - 工兵第十团，团长邹浩生。
  - 工兵第十二团，团长王永璋。
- 东北剿总通信指挥官胡碧华。 
  - 通信兵第六团，团长胡碧华。
  - 通信兵第九团，团长聂英。
- 宪兵第六团，团长沙靖。
- 装甲兵团，团长鲍熏南
  - 战车第三团第三营，营长孙世星
- 第六补给区 司令刘耀汉
  - 辎汽第十七团，团长高莽苍
  - 辎汽第二十五团，团长冯恺
  - 独立铁甲车大队，队长徐士廉
- 第七十九师第二三六团团长文华
- 辽东师管区司令赵锡清
- 辽北团管区，司令郑殿起
- 安东团管区，司令康永阜
- 新民团管区，司令张松林
- 东北守备第一总队，总队长彭定一
- 沈阳守备第一总队，总队长周仲达
- 沈阳守备第二总队，总队长秦祥征
- 辽北省保安司令部 司令徐梁
- 保安旅，旅长李乃赓
- 空军第一军区司令张廷孟
  - 高射炮兵第六团（沈阳）团长李平球
  - 沈阳机场 指挥官于连云

| 第九兵團 |                                                 |                        |                                       |            |                      |
| 司令：廖耀湘 | 参谋长：杨焜                                    |                        |                                       |            |                      |
| 副司令：潘裕昆 | 副参谋长：                                      |                        |                                       |            |                      |
| 兵團直辖 (駐瀋陽) |                                                 |                        |                                       |            |                      |
| \| 新編第一軍 \| 军长潘裕昆 \| 新編第三軍 \| 军长龍天武 \| 新編第六軍 \| 軍長李濤 \| \| 新編第一軍 \| 新編第30師 (師長文小山) \| 新編第三軍 \| 第14師(師長許穎) \| 新編第六軍 \| 新編第22師(師長羅英) \| \| 新編第一軍 \| 第50師(師長楊溫) \| 新編第三軍 \| 第54師(師長宋邦緯) \| 新編第六軍 \| 第169師(師長張羽仙) \| \| 新編第一軍 \| 暫編第53師(師長许赓扬) \| 新編第三軍 \| 暫編第59師(師長梁鐵豹) \| 新編第六軍 \| \| \| 第四十九軍 \| 軍長鄭庭笈、 \| 第七十一軍 \| 軍長向鳳武 \| 第五十二軍 \| 軍長劉玉章 \| \| 第四十九軍 \| 第105師：師長鄒玉楨 \| 第七十一軍 \| 第87師：師長黃炎 \| 第五十二軍 \| 第2師：師長平爾鳴 \| \| 第四十九軍 \| 第195師：師長羅莘莍 \| 第七十一軍 \| 第91師：師長戴海容 \| 第五十二軍 \| 第25師：師長李運成 \| \| 第四十九軍 \| 第79師236團 \| 第七十一軍 \| \| 第五十二軍 \| \| \| 兵团直属 \| \| 東北剿总新编骑兵司令部 \| 司令徐梁，副司令王昭堃，参谋长关邦杰 \| \| \| \| 兵团直属 \| 第207師第3旅：旅長許萬壽 \| 東北剿总新编骑兵司令部 \| 新编騎兵第1旅：旅長關邦傑 \| \| \| \| 兵团直属 \| 暫編第62師第3團 \| 東北剿总新编骑兵司令部 \| 新编騎兵第2旅：旅長張志恆（留守沈阳） \| \| \| \| 兵团直属 \| 憲榮支隊：支隊長劉士傑（第九兵团直属独立第1师） \| 東北剿总新编骑兵司令部 \| 新编騎兵第3旅：旅長李容春 \| \| \| \| 兵团直属 \| 獨立重炮兵第12團 （欠第3營）：團長杜顯信 \| 東北剿总新编骑兵司令部 \| \| \| \| \| 兵团直属 \| 獨立炮兵第16團 （欠第3營）：團長高德昌 \| 東北剿总新编骑兵司令部 \| \| \| \| \| 兵团直属 \| 獨立裝甲汽車團 （欠第3營）：團長鮑熏南 \| 東北剿总新编骑兵司令部 \| \| \| \| \| 兵团直属 \| 通訊兵第6團第4營 \| 東北剿总新编骑兵司令部 \| \| \| \| |                                                 |                        |                                       |            |                      |
| 新編第一軍 | 军长潘裕昆                                      | 新編第三軍             | 军长龍天武                            | 新編第六軍 | 軍長李濤             |
| 新編第一軍 | 新編第30師 (師長文小山)                         | 新編第三軍             | 第14師(師長許穎)                      | 新編第六軍 | 新編第22師(師長羅英) |
| 新編第一軍 | 第50師(師長楊溫)                                | 新編第三軍             | 第54師(師長宋邦緯)                    | 新編第六軍 | 第169師(師長張羽仙)  |
| 新編第一軍 | 暫編第53師(師長许赓扬)                          | 新編第三軍             | 暫編第59師(師長梁鐵豹)                | 新編第六軍 |                      |
| 第四十九軍 | 軍長鄭庭笈、                                    | 第七十一軍             | 軍長向鳳武                            | 第五十二軍 | 軍長劉玉章           |
| 第四十九軍 | 第105師：師長鄒玉楨                             | 第七十一軍             | 第87師：師長黃炎                      | 第五十二軍 | 第2師：師長平爾鳴    |
| 第四十九軍 | 第195師：師長羅莘莍                             | 第七十一軍             | 第91師：師長戴海容                    | 第五十二軍 | 第25師：師長李運成   |
| 第四十九軍 | 第79師236團                                     | 第七十一軍             |                                       | 第五十二軍 |                      |
| 兵团直属 |                                                 | 東北剿总新编骑兵司令部 | 司令徐梁，副司令王昭堃，参谋长关邦杰  |            |                      |
| 兵团直属 | 第207師第3旅：旅長許萬壽                        | 東北剿总新编骑兵司令部 | 新编騎兵第1旅：旅長關邦傑             |            |                      |
| 兵团直属 | 暫編第62師第3團                                 | 東北剿总新编骑兵司令部 | 新编騎兵第2旅：旅長張志恆（留守沈阳） |            |                      |
| 兵团直属 | 憲榮支隊：支隊長劉士傑（第九兵团直属独立第1师） | 東北剿总新编骑兵司令部 | 新编騎兵第3旅：旅長李容春             |            |                      |
| 兵团直属 | 獨立重炮兵第12團 （欠第3營）：團長杜顯信        | 東北剿总新编骑兵司令部 |                                       |            |                      |
| 兵团直属 | 獨立炮兵第16團 （欠第3營）：團長高德昌          | 東北剿总新编骑兵司令部 |                                       |            |                      |
| 兵团直属 | 獨立裝甲汽車團 （欠第3營）：團長鮑熏南          | 東北剿总新编骑兵司令部 |                                       |            |                      |
| 兵团直属 | 通訊兵第6團第4營                                | 東北剿总新编骑兵司令部 |                                       |            |                      |

| 第一兵團 |                                    |                    |                      |                |                           |
| 司令：鄭洞國 | 参谋长：楊友梅 代理                |                    |                      |                |                           |
| 副司令：曾澤生 | 副参谋长：楊友梅                   |                    |                      |                |                           |
| 兵團直辖 (駐長春) |                                    |                    |                      |                |                           |
| \| 新編第七軍 \| 軍長李鴻 \| 第六十軍 \| 軍長曾澤生 \| 吉林保安司令部 \| 司令鄭洞國 \| \| 新編第七軍 \| 新編第38師：師長陳鳴人 \| 第六十軍 \| 暫編第21師：師長隴耀 \| 吉林保安司令部 \| 保安騎兵第1旅：旅長韓雲五 \| \| 新編第七軍 \| 暫編第56師：師長張炳言 \| 第六十軍 \| 暫編第52師：師長李嵩 \| 吉林保安司令部 \| 保安騎兵第2旅：旅長楊友梅 \| \| 新編第七軍 \| 暫編第61師：師長鄧士富 \| 第六十軍 \| 第182師：師長白肇學 \| 吉林保安司令部 \| 吉林保安旅：旅长何文刚 \| \| 兵团直属 \| \| 第二十五兵站分监部 \| 分监樊光普 \| 吉林师管区 \| 司令李寓春 \| \| 兵团直属 \| 憲兵第6團第2營 \| 第二十五兵站分监部 \| 第十六兵站支部 \| 吉林师管区 \| 永吉团管区：司令周振声 \| \| 兵团直属 \| 通信第6團第2營（欠第4連） \| 第二十五兵站分监部 \| 第五十一兵站支部 \| 吉林师管区 \| 长春团管区：司令李树桂 \| \| 兵团直属 \| 獨立重迫擊炮第11團第1營（欠1個連） \| 第二十五兵站分监部 \| 第六补给区通信大队 \| 吉林师管区 \| \| \| 兵团直属 \| 特務團：團長龔次言 \| 第二十五兵站分监部 \| \| 吉林师管区 \| \| \| 兵团直属 \| 輜重團 \| 第二十五兵站分监部 \| \| 吉林师管区 \| \| |                                    |                    |                      |                |                           |
| 新編第七軍 | 軍長李鴻                           | 第六十軍           | 軍長曾澤生           | 吉林保安司令部 | 司令鄭洞國                |
| 新編第七軍 | 新編第38師：師長陳鳴人             | 第六十軍           | 暫編第21師：師長隴耀 | 吉林保安司令部 | 保安騎兵第1旅：旅長韓雲五 |
| 新編第七軍 | 暫編第56師：師長張炳言             | 第六十軍           | 暫編第52師：師長李嵩 | 吉林保安司令部 | 保安騎兵第2旅：旅長楊友梅 |
| 新編第七軍 | 暫編第61師：師長鄧士富             | 第六十軍           | 第182師：師長白肇學  | 吉林保安司令部 | 吉林保安旅：旅长何文刚    |
| 兵团直属 |                                    | 第二十五兵站分监部 | 分监樊光普           | 吉林师管区     | 司令李寓春                |
| 兵团直属 | 憲兵第6團第2營                     | 第二十五兵站分监部 | 第十六兵站支部       | 吉林师管区     | 永吉团管区：司令周振声    |
| 兵团直属 | 通信第6團第2營（欠第4連）          | 第二十五兵站分监部 | 第五十一兵站支部     | 吉林师管区     | 长春团管区：司令李树桂    |
| 兵团直属 | 獨立重迫擊炮第11團第1營（欠1個連） | 第二十五兵站分监部 | 第六补给区通信大队   | 吉林师管区     |                           |
| 兵团直属 | 特務團：團長龔次言                 | 第二十五兵站分监部 |                      | 吉林师管区     |                           |
| 兵团直属 | 輜重團                             | 第二十五兵站分监部 |                      | 吉林师管区     |                           |

东北剿匪总司令部錦州指揮所
- 主任：范汉杰
- 副主任：贺奎
- 參謀長：唐雲山、李汝和

| 第六兵團 |                                                                                 |            |                                                        |          |  |
| 司令：盧浚泉 | 参谋长：董漢山                                                                  |            |                                                        |          |  |
| 副司令：楊宏光 | 副参谋长：                                                                      |            |                                                        |          |  |
| 兵團直辖 (駐錦州) |                                                                                 |            |                                                        |          |  |
| \| 第九十三軍 \| 軍長盛家興 \| 新編第八軍 \| 軍長沈向奎 \| \| \| \| 第九十三軍 \| 暫編第18師：師長景陽 \| 新編第八軍 \| 第88師：師長黃文徽 \| \| \| \| 第九十三軍 \| 暫編第20師：師長王世高（駐義縣） \| 新編第八軍 \| 暫編第54師：師長黃建鏞 \| \| \| \| 第九十三軍 \| 暫編第22師：師長李長雄 \| 新編第八軍 \| 暫編第55師：師長安守仁 \| \| \| \| \| \| 兵团直属 \| 兵团司令盧浚泉 \| 保安部队 \| \| \| \| 第184師：師長楊朝綸 \| 兵团直属 \| 保安第10團 \| 保安部队 \| \| \| \| 第79師：師長陈衡（第四十九军建制，暂归锦州指挥所指挥） \| 兵团直属 \| 蒙旗指揮部：司令烏古廷 \| 保安部队 \| \| \| \| 暫編第62師：師長刘梓皋(新六军建制，暂归锦州指挥所指挥。后调归第五十二军撤上海） \| 兵团直属 \| 交通警察第2總隊：總隊長余越 （駐錦州至山海關鐵路沿線） \| 保安部队 \| \| |                                                                                 |            |                                                        |          |  |
| 第九十三軍 | 軍長盛家興                                                                      | 新編第八軍 | 軍長沈向奎                                             |          |  |
| 第九十三軍 | 暫編第18師：師長景陽                                                            | 新編第八軍 | 第88師：師長黃文徽                                     |          |  |
| 第九十三軍 | 暫編第20師：師長王世高（駐義縣）                                                | 新編第八軍 | 暫編第54師：師長黃建鏞                                 |          |  |
| 第九十三軍 | 暫編第22師：師長李長雄                                                          | 新編第八軍 | 暫編第55師：師長安守仁                                 |          |  |
| |                                                                                 | 兵团直属   | 兵团司令盧浚泉                                         | 保安部队 |  |
| | 第184師：師長楊朝綸                                                             | 兵团直属   | 保安第10團                                             | 保安部队 |  |
| | 第79師：師長陈衡（第四十九军建制，暂归锦州指挥所指挥）                          | 兵团直属   | 蒙旗指揮部：司令烏古廷                                 | 保安部队 |  |
| | 暫編第62師：師長刘梓皋(新六军建制，暂归锦州指挥所指挥。后调归第五十二军撤上海） | 兵团直属   | 交通警察第2總隊：總隊長余越 （駐錦州至山海關鐵路沿線） | 保安部队 |  |

| 锦州指挥所直属部队 |                                    |            |                        |  |  |
| |                                    |            |                        |  |  |
| |                                    |            |                        |  |  |
| |                                    |            |                        |  |  |
| \| 新編第五軍 \| 軍長劉雲瀚 \| 第五十四軍 \| 軍長阙汉骞[註 5] \| \| \| \| 新編第五軍 \| 第26師：師長张越群（駐山海關） \| 第五十四軍 \| 第8師：師長周文韜 \| \| \| \| 新編第五軍 \| 暫編第50師：師長羅先之（駐北戴河） \| 第五十四軍 \| 第198師：師長張純 \| \| \| \| 新編第五軍 \| 暫編第60師：師長陳膺華（駐綏中） \| 第五十四軍 \| 暫編第57師：師長朱茂榛 \| \| \| |                                    |            |                        |  |  |
| 新編第五軍 | 軍長劉雲瀚                         | 第五十四軍 | 軍長阙汉骞             |  |  |
| 新編第五軍 | 第26師：師長张越群（駐山海關）     | 第五十四軍 | 第8師：師長周文韜      |  |  |
| 新編第五軍 | 暫編第50師：師長羅先之（駐北戴河） | 第五十四軍 | 第198師：師長張純      |  |  |
| 新編第五軍 | 暫編第60師：師長陳膺華（駐綏中）   | 第五十四軍 | 暫編第57師：師長朱茂榛 |  |  |

东北剿匪总司令部葫芦岛指挥所
- 主任：陈铁
- 副主任：彭杰如
- 參謀長：彭杰如 兼任

| 第十七兵團 |                        |            |                    |            |                     |
| 司令：侯镜如 | 参谋长：張伯權         |            |                    |            |                     |
| 副司令：刘春岭、林伟俦 | 副参谋长：             |            |                    |            |                     |
| 兵團直辖 (駐葫芦岛) |                        |            |                    |            |                     |
| \| 第六十二軍 \| 軍長林伟俦 \| 第九十二軍 \| 軍長黃翔 \| 第三十九軍 \| 軍長王伯勋 \| \| 第六十二軍 \| 第67師：師長李学正 \| 第九十二軍 \| 第21師：師長李荻秋 \| 第三十九軍 \| 第103師：師長曾元三 \| \| 第六十二軍 \| 第151師：師長陈植 \| 第九十二軍 \| \| 第三十九軍 \| 第147師：師長张家宝 \| \| 第六十二軍 \| 第157師：師長何宝松 \| 第九十二軍 \| \| 第三十九軍 \| \| \| 司令部軍 \| 司令 侯镜如 \| \| \| \| \| \| 司令部軍 \| 独立第95師：師長朱致一 \| \| \| \| \| |                        |            |                    |            |                     |
| 第六十二軍 | 軍長林伟俦             | 第九十二軍 | 軍長黃翔           | 第三十九軍 | 軍長王伯勋          |
| 第六十二軍 | 第67師：師長李学正     | 第九十二軍 | 第21師：師長李荻秋 | 第三十九軍 | 第103師：師長曾元三 |
| 第六十二軍 | 第151師：師長陈植      | 第九十二軍 |                    | 第三十九軍 | 第147師：師長张家宝 |
| 第六十二軍 | 第157師：師長何宝松    | 第九十二軍 |                    | 第三十九軍 |                     |
| 司令部軍 | 司令 侯镜如            |            |                    |            |                     |
| 司令部軍 | 独立第95師：師長朱致一 |            |                    |            |                     |

## 影响、纪念与评价
辽沈战役的失败使得国民政府喪失了战略地位极为重要、資源豐富的東北地区以及大量精锐部队，士气遭到重挫:674。此战以后，国民党与共产党的总兵力对比发生逆转。中共在辽沈战役的胜利使当时国共内战的军事形势出现重大转折，东北野战军成为一支战略机动力量很快被投入关内战场参与平津战役，对关内战场产生决定性影响:353。1948年11月14日，毛泽东起草《中国军事形势的重大变化》一文，表示：“原来预计，从1946年7月起，大约需要五年左右时间，便可能从根本上打倒国民党反动政府。现在看来，只需从现时起，再有一年左右的时间，就可能将国民党反动政府从根本上打倒了。”:1361
1948年11月1日，蔣在中國國民黨中央政治會議上説明東北戰局及其失敗原因，並謂東北戰事雖然失利，但解放軍主力尚難即予華北局勢以直接威脅，整個戰局必無可虞，應堅定信心，補救缺陷:8714。11月3日，杜聿明電蔣請示錦葫守軍撤退事宜；蔣復電：第六十二軍、第九十二軍、獨立第九十五師仍歸華北剿匪總司令部建制，其他各軍撤往上海、南京:8716。杜聿明即按蔣電示部署撤退:8716。
辽沈战役在国际上也取得了相当反响。法国共产党《人道报》评论称中国共产党在东北的胜利“乃是为独立而斗争的一切人民的胜利”。美国美联社报道称：“国民党在满洲的败北，已使南京突呈紧张，人们已在公开谈论着政府迁移的可能性。”1948年11月6日:354，美国驻华大使司徒雷登报告国务院，谓中国局勢惡化，任何軍事援助亦于事無補，“因此，我们非常不愿意地得到这样的结论：国民党现政府之早日崩溃是不可避免的了”:8720-8721。
1948年11月30日，蔣以東北剿匪總司令部總司令衛立煌「遲疑不決，坐誤戎機，致失重鎮」，明令着即撤職查辦:8740。
战后，1948年11月16日东北野战军召开政治工作会议，对参战部队的纪律做了讲评：
- “总起来说，纪律问题，经过整党整纪，有了进步，但是进步是不牢固的，前一时期比较严格，后一时期就松懈下来了。”“不守纪律的是干部，是机关人员。有的部队纪律不好，干部不是袒护，就是干部下命令搞的，干部不发命令，部队是不敢搬仓库的，战士顶多拿些小东西，大批大批的搬，战士没有这胆子，也无此需要。争缴获也是干部。”“整纪重点，仍然在干部，在干部中给以明确的纪律观念。”
- “在辽西：十纵二十八师和三师争缴获的炮，还打死了人。三纵报告，三师一个连在厉家窝棚为物资和二十四团吵了一场。”“三师在沈阳城外和二纵抢俘虏。”（一纵的第一、第二师一直作为东野总预备队没有参战）
- “对友邻态度上，二纵五师比较好，锦州汇报时几个部分都提到他。八纵汇报很称赞这个部队，在彰武，房子让八纵住，做好饭让八纵吃，能主动照顾团结友军，给八纵很大感动。邱会作同志（八纵政委）汇报时还提到，八纵一个部队和二纵一个部队在锦州并肩作战，打完仗战利品堆在那里，八纵一个指导员心里跃跃欲试很想要，二纵未等他说就自动提出让八纵部队挑着要，八纵指导员心里很不好意思，就一点没有要，带起部队走了。还有五师和四师在锦州争炮，五师拉走了炮，四师有些不满，说炮是他们缴的，被五师拉走了，五师听到马上把炮送回。”
- “三纵八、九师和二纵五师打义县，打开后，遵守政策，各方评论都很好。”
- “四纵在兴城也搞得好，打开后部队很快撤出。”“四纵在塔山做工事，砍树少，他们用的是铁路枕木”
- “二十三师告十七师，说十七师一个营长带部队在中央银行和他们争汽车，营长还要绑二十三师的团长。”
- “七纵在锦州给人家的影响较深，是坏的影响，不是好的影响，几个部队都有意见，三、二、九纵，也包括八纵在里面，都有意见，后来四纵、十一纵也有意见。舆论不大好，一句话是本位，手长了一些，不大照顾友军，不太照顾纪律。打旧城是包着打的，总部命令几个部队一起打，七纵拒绝他们。把仓库据为己有，大概好的都归了自己，不大照顾别人。据我们所得材料，七纵是发了财的，美国大衣发到排，衬衣每个战士一件，大象牌香烟每人分了五盒”“他们早上是饺子，中午吃油饼，晚上吃面条”“拨给十一纵一个团俘虏，只有八百人，结果，有用的仅有二百多，据说是老弱残废杨梅疮都去了。也有好多部分报告来了。我（谭政）和谭甫仁同志（七纵副政委兼政治部主任）说过，谭甫仁同志说有些误会。可能有些误会，但要检讨一下，这是不守纪律，本位比较突出的例子”“二纵六师和七纵的二十一师争纸烟仓库。”

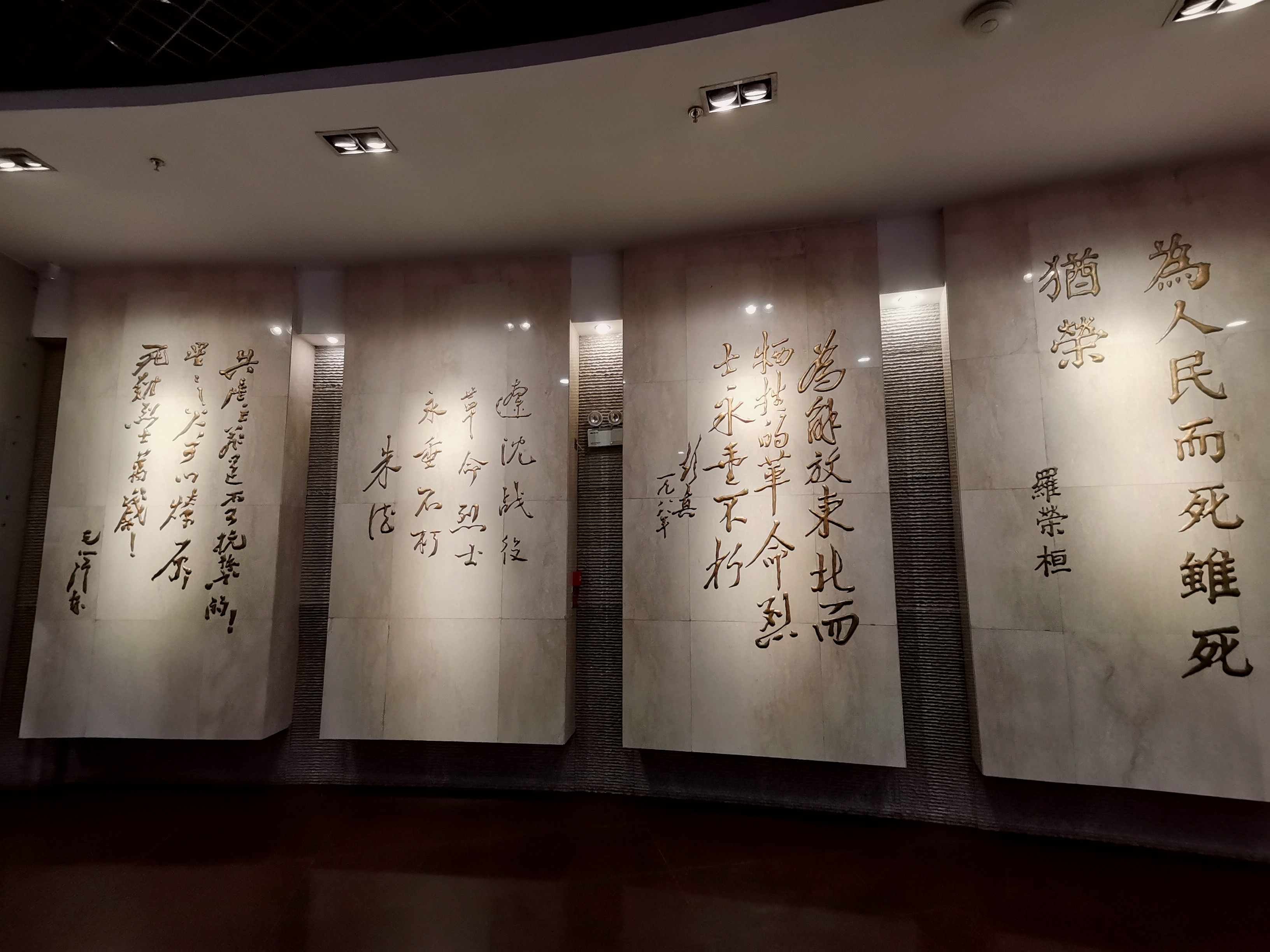
辽沈战役纪念馆内的题字

- “在锦州：八纵和九纵的二十六师在六兵团司令部争缴获，最后九纵让步，把队伍撤走。”
- “在锦州，九纵队是比较令人满意的。没有和人家争仓库，别人争时能让步，别人搞仓库，他们发动部队到战场上捡子弹，一个团号召每人捡五百发，两天中，就捡了六十万发，第三天就捡到一百万发。那时我们号召战斗当先，不争缴获，九纵队是实行了这个号召的”“九纵没有房子住，和他们（七纵）部队住在一起，刺激比较大......九纵部队高粱米都吃不上。因而部队里议论老实不得”“有些同志说守纪律是好的，就是吃亏。不去向老实的守纪律的人看齐，却向不守纪律的人羡慕。七纵在锦州是起了这个作用的，九纵下面就有此反映”“野政彭科长写来一个材料，他跟九纵走，部队从锦州到营口，纪律就坏了，干部战士对老百姓态度不和气，打骂向导的事时有发生。有一个排长打向导，老乡问他‘八路军兴打人吗?’排长说‘就是要打人’，两个战士在旁边帮腔说‘现在不是讲民主的时候’”“九纵在锦州把敌人军官及六兵团私人存在永益公银号的五十多两黄金都搞走了，银行应该归公，应该归管制委员会处理。我们接到锦州市委报告后，到处打电报询问，九纵才承认，事前没有请示，事后也没有报告，追问了才承认的。”
- “十纵在大虎山要做工事，打电报来请示砍树，我们回了电报，可先砍公树、地主富农的树，不要砍老百姓门前的，不要砍果木，不要砍坟地上的，此外还可给一些钱，就是半价也好一些。”
- “十一纵在昌黎纪律好，二兵团表扬了的。”“十一纵在锦西做工事，把老百姓的门板、高粱杆拉光，把果木树砍掉。”
- “和二纵李雪三同志（二纵政治部主任）谈，二纵汇报对十二纵两个师关系问题的例子，他承认对三十四师未照顾，对三十六师都主动照顾了，因为三十六师首长是二纵出去的老关系。”“十二纵及从长春南下的几个独立师到铁岭以南地区，粮草工作做得差，私抓乱要,有的到一处吃一处，到一家吃一家，有的连白条子都没有开，和去年冬季攻势情况差不多。他们的说法是需要很急搞不过来，事实上不会是完全如此的。”
- 热河两个独立师在绥中也搞得好，二兵团也予表扬。
- “在沈阳：十二纵报告，独十四师队伍插过他们防线去受降，把敌人派来接洽投降代表的钢笔、手表没收了，敌人代表不满意,回去给十四师一个反击，伤亡了不少。独三师报告，辽北赵副司令（辽北军区副司令员赵杰）带领独十二、十三师，向已接洽投降之二○七师二团进攻，敌人守工事打起来，遭受伤亡。二纵队报告，四师和独四师争五十三军军部受降。”
- “攻锦州部队做工事，把锦州外围几十里路的门板都搬光了，埋死人把柜箱也要光。”
- 谭政代表东北野战军政治部做了自我批评：“在锦州没有搞好，我们要负一些责任。开始有些部分没有饭吃，要动些白面，还打电话来问，后来乱了。是我们发电报动员各部分拿三分之一的力量抢运物资搬东西，先补充自己做到一人一件，剩下的分给友军。这种情况是在廖耀湘兵团南下，锦西增敌，形势很紧急，锦州可能很快要撤出，锦州那么多东西，与其好了敌人不如好了自己。后来又立即补发电报，要各部慰劳阻援部队。但前一电报都立即执行了，后一电报根本未起作用。现在要说明，锦州当时情况不同，以后就没有这种情况了，以后不能以锦州为例，重新宣布缴获归公原则要坚持。只有做到缴获归公，才能做到统一分配，所以在这次休整中要重新整顿纪律。”

1983年8月9日，陈云總結解放军辽沈战役勝利的原因有六點：
1. 苏联红军出兵东北，打败日本关东军，为解放军能抢在国軍前面接收，改善解放军的装备创造有利条件。
2. 全国各个根据地部队支援东北。
3. 用正规部队打擊國民黨，巩固后方。
4. 在东北进行土地改革，爭取农民支持。
5. 东北革命根据地经济基础雄厚，解放军可以不断扩充，而且交通方便，部队机动性强。
6. 党中央正确的作战方针。

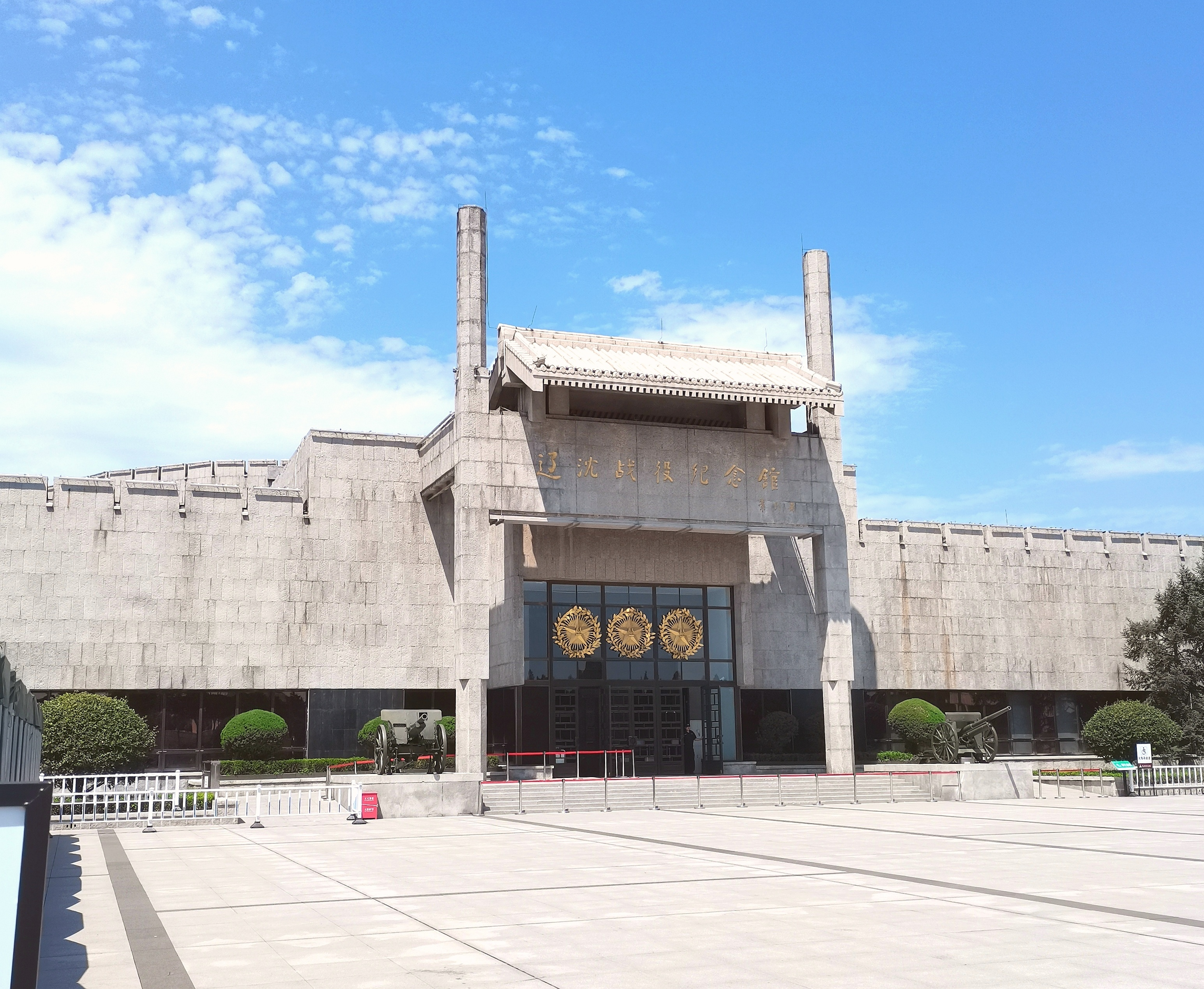
位于锦州的辽沈战役纪念馆

1991年，中國八一電影製片廠出品電影《大決戰之遼瀋戰役》，是电影“大決戰”三部曲（另外两部是《大決戰之淮海戰役》及《大決戰之平津戰役》）系列之一。